# 2010年のテレビ (日本)
2010年のテレビでは、2010年のテレビ分野（主に日本）の動向についてまとめる。

## テレビ関係の出来事等
（出演者の肩書は当時。視聴率はいずれもビデオリサーチ調べ）

### 1月
- 01日 - フジテレビ系で1964年（昭和39年）から毎年正月に放送されてきた『新春かくし芸大会』がこの年放送の事実上の第47回『新春かくし芸大会 FOREVER』を最後に、47年の歴史に幕[1]。
- 03日 - NHK大河ドラマ第49作『龍馬伝』（福山雅治主演）放送開始（ - 11月28日）。
- 15日 - TBS系『報道特集NEXT』の2009年12月15日放送分で対象者の郵便物を無断で開封するという不祥事があったことが分かった。この件について放送倫理・番組向上機構（BPO）が審議入りし、TBSは14日の『イブニングワイド』で謝罪し、16日放送の『〜NEXT』にて謝罪と経緯を説明した[2]。また同日放送中に対象者の車に所在を確認するために発信器をつけていたという不祥事があったことについても謝罪を行った[3]。
- 18日 - 前日に急逝した声優・郷里大輔がナレーションを務めていたテレビ朝日系『ビートたけしのTVタックル』、郷里が最後にナレーションを務めたこの日の放送分は既に収録済みであったためそのまま放送された。なお翌週25日放送分からは今村直樹（4月からは銀河万丈）に交代、番組ラストでは「お悔やみの言葉」が添えられた。
- 28日 - テレビ東京系『田勢康弘の週刊ニュース新書』2009年11月28日放送分で、愛知県岡崎市が悪徳業者と癒着していると報道し、同市が同局に抗議文を提出した問題で、同局は逆に同市に対して抗議文を送付したことを明らかにした。
- 29日
  - テレビ朝日『お願い!ランキング』のスタッフが東京都目黒区のビルに無断で侵入し、ロケを行っていたことが分かった。テレビ朝日はこのことに対し、ビルの所有者に謝罪を行った。
  - CBCテレビ[注 1]『なるほどプレゼンター!花咲かタイムズ』（中京ローカル）1月23日放送分の街頭インタビュー映像で、インタビューに答えていた女性が実際は通行人ではなく関係者だったことがわかった。27日に視聴者から指摘があり、社内調査で判明した[4]。
- 30日 - 関西テレビ『プライスバラエティ ナンボDEなんぼ』（関西ローカル）が、司会を務めていたメッセンジャー・黒田有（吉本興業所属）の前年末の不祥事の影響で打ち切りとなった。末期は黒田抜きによる別内容のものを放送していた（2〜3月はつなぎ番組で対応）。

### 2月
- 01日 - TBS系で放送されていた恋愛バラエティ番組『恋するハニカミ!』（2003年 - 2009年）が、携帯動画サイトBeeTVにて限定復活。3月第1週まで配信された。
- 13日〜3月1日（日本時間） - バンクーバーオリンピック開催、NHKと民放各局で中継。NHKはテレビデジタル化を控えBS hiにおけるオリンピック中継を取り止め、中継できない種目についてはインターネット配信を実施した。
- 17日 - 朝日放送[注 2] 制作・TBS系の公開時代劇コメディ『てなもんや三度笠』（1962年 - 1968年）の「あんかけの時次郎」、同局・松竹制作・TBS系→テレビ朝日系の時代劇『必殺シリーズ』の「中村主水」、テレビ朝日系の刑事ドラマ『はぐれ刑事純情派』（東映制作）の「安浦吉之助」役などで知られる俳優・コメディアンの藤田まことが、大動脈瘤破裂のため大阪府吹田市の大阪大学医学部附属病院で死去（享年76）。藤田を追悼し、関連する放送局では通常の番組を変更して対応した。
  - テレビ朝日系では19日の『徹子の部屋』を藤田が最後に出演した2009年6月26日放送分を再放送[注 3]。21日の『日曜洋画劇場』は『はぐれ刑事純情派・最終回スペシャル』（2009年12月26日放送）の再放送に差し替えた[注 4]。
  - 朝日放送（関西ローカル）では27日に追悼特別番組『中村主水は生きている』を放送。『てなもんや』の元ディレクターの澤田隆治、必殺シリーズの元チーフプロデューサーの山内久司らが出演して藤田との思い出を振り返った。また、同日のテレビ朝日系『土曜ワイド劇場』は『京都殺人案内32』に差し替えられた[注 5]。
- 23日 - NHK『カンテツな女』について、過労死遺族らによる「全国過労死を考える家族の会」などが深夜労働を礼賛するような内容だとして、改善を求める申入書をNHKに送った[5]。
- 26日 - NHK総合で放送されたバンクーバー五輪「女子フィギュアスケート・フリー」の平均視聴率が36.3%（12:10-14:25、関東地区）を記録。銀メダルを獲得した浅田真央の出身地である名古屋地区は40.0%を記録した。瞬間最高視聴率は浅田の採点時で、関東46.2%、名古屋50.6%。
- 28日 - 日本時間朝（現地時間27日）に発生したチリ地震の影響で、日本国内にも津波注意報・警報が発令されたため、NHK・民放各局で緊急ニュース・報道特別番組を一部時間帯で放送したほか、画面上には津波注意報・警報を表す日本地図が表示された。

### 3月
- tvk製作で独立UHF局などで2007年4月から放送されていた政府広報番組『Just Japanシリーズ』がこの月で終了。これにより、1978年4月に放送開始したクイズ番組『クイズハッピーチャンス』からtvk製作の一連の政府広報番組枠が32年の歴史に幕。
- 04日 - テレビ朝日が、2009年まで毎年冬に開催していた『小学生クラス対抗30人31脚』が参加校減少などを理由に前回大会を最後に終了を発表（こちらも参照）。同大会は1996年（平成8年）11月に大型特番『熱血27時間 炎のチャレンジ宣言!!』の企画として開始し、1998年（平成10年）より独立した形で毎年冬に開催してきた。
- 12日 - 日本テレビ系で2009年4月より平日19時枠で放送していた帯バラエティ枠『SUPER SURPRISE』（旧題名『サプライズ』、水曜分のみ読売テレビ制作）が終了。
- 26日
  - 日本テレビ系列
    - 1974年4月から放送されていた広報番組『ご存じですか』がこの日をもって終了。36年の歴史に幕。
    - 『おもいッきりDON!』（2009年3月30日 - ）がこの日をもって終了、『午後は○○おもいッきりテレビ』（1987年10月 - 2007年9月）以来22年半に亘る『おもいッきり』シリーズの歴史に幕。

  - 日本テレビ（NNN）系『NNN Newsリアルタイム』、TBS系（JNN）『イブニングワイド』『総力報道!THE NEWS』といった夕方時間帯の報道情報番組がこの日で終了。
  - 朝日放送『おはよう朝日です』（関西ローカル）の司会を同局アナウンサー時代から務めた宮根誠司（フリーアナウンサー）がこの日で卒業。後任は同局アナウンサーの浦川泰幸（2015年3月27日まで）。
- 28日 -  日本テレビ系で2008年10月から放送されていたスポーツニュース番組『SUPERうるぐす』がこの日をもって放送終了。これにより、1994年4月に『スポーツうるぐす』から始まった『うるぐすシリーズ』が16年の歴史に幕。
- 29日
  - NHKが新年度にあたり、抜本的編成見直しを実施。
    - 連続テレビ小説は総合テレビでの本放送時間を従来の8時15分 - 8時30分から、この日開始の『ゲゲゲの女房』（主演：松下奈緒。 - 9月25日）から15分繰り上げ、午前8時 - 8時15分に放送時間を移動。理由として主婦が家事をしている時間帯の分析結果、他局のワイドショーとの視聴率の競合などを挙げた[6]。連続テレビ小説の放送時間変更は1962年（昭和37年）以来48年ぶり。
    - 連続テレビ小説の繰り上げ移動に伴い、8時15分からは民放の総合型ワイドショーに対抗する形で情報番組『あさイチ』を放送開始。初代司会は井ノ原快彦(20th Century)と有働由美子（NHKアナウンサー、当時）。2018年3月で両名とも降板、後任に博多華丸・大吉（お笑いコンビ、吉本興業所属）と近江友里恵（NHKアナウンサー）が司会を務め、2019年現在も継続中。
    - テレビデジタル化により送出媒体数が減ることから、各波に於いてジャンル・内容が重複する番組を整理・統合。

  - 日本テレビ系
    - 平日午前10時台・正午枠は『おもいッきりDON!』の後番組として、10時台に『PON!』（10:25 - 11:30[注 6]、中京テレビ・福岡放送へもネット[注 7]）、正午枠に『DON!』（11:55 - 13:55）をそれぞれ放送開始（前者は2016年3月28日より金曜日廃止、2018年9月27日で終了。後者は2011年3月28日で終了した）。
    - 平日夕方ニュース枠は『Newsリアルタイム』の後番組として『news every.』をこの日から放送開始（2019年現在も継続中）。初代キャスターには日本テレビ報道局の丸岡いずみ、同局アナウンサー藤井貴彦ら。

  - TBS系でも『イブニングワイド』と『総力報道!THE NEWS』の両番組を統合し『Nスタ』をこの日から放送開始（2019年現在も継続中）。メインキャスターは『イブニング〜』から堀尾正明が引き続き担当し、『筑紫哲也 NEWS23』のキャスターを務めていた当時TBSアナウンサー兼政治部記者の佐古忠彦が同番組でキャスターに復帰。また夜枠の『NEWS23』もこの日から『NEWS23X（クロス）』へ衣替え（後に『NEWS23』に再改題し2019年現在も継続中）。
  - テレビ朝日系のネオバラエティ月曜日にて放送していたタカアンドトシ出演のバラエティ番組『もしものシミュレーションバラエティー お試しかっ!』がゴールデンタイムに進出、月曜19時台で放送開始[7]（ - 2015年1月）。

### 4月
- 01日
  - テレビ朝日系『やじうまプラス』の司会が、同局アナウンサー下平さやかから後輩の堂真理子に交代[注 8]。また土曜日の放送も再開し、毎日7人の女性アナが番組に出演。小松靖は続投[8]。
  - 日本テレビ系『NEWS ZERO』を3月で卒業の小林麻央の後任として出演の新キャスターに、バイオリニストの宮本笑里を起用。宮本はカルチャーキャスターとして出演。
- 03日 - 関西テレビ土曜13時枠にて、ブラックマヨネーズ（小杉竜一・吉田敬、吉本興業所属）がメインのバラエティ番組『ウラマヨ!』（関西ローカル）をこの日より放送開始。後に『ウラマヨ!』に改題し2019年現在も継続中。
- 05日 - TBS系『関口宏の東京フレンドパークII』が、木曜20時台から月曜19時台に復帰。枠移動と共に企画もリニューアルされ、毎回2組のチームが来園し点数を争う対戦方式に変更された[9]（ - 2011年3月）。
- 09日 - TBS系日曜劇場枠で放送されたドラマ『特上カバチ!!』（1月 - 3月）で、行政書士が示談交渉を行う描写は弁護士法違反に抵触するとして、大阪弁護士会がTBSに対して抗議文を送付していたことが明らかになった。
- 11日 - テレビ東京系『モヤモヤさまぁ〜ず2』が深夜枠からゴールデンタイムに進出、日曜19時枠で放送開始（2013年10月より18時30分枠に拡大して継続中）[10]。
- 12日
  - 日本テレビ系平日19時枠に日替わりバラエティー枠『1900』新設。第1期は『不可思議探偵団』(月)、『火曜サプライズ』(火、2019年現在も継続中)、『密室謎解きバラエティー 脱出ゲームDERO!』(水)、『ミリオンダイス』(木)、『うんちくクン』(金)の5番組（後年はゾーン枠を廃止し、通常の19時枠となっている）。
  - TBS系パナソニック ドラマシアター枠の長寿時代劇シリーズ『水戸黄門』第41部を放送開始（〜6月28日、全12話）。なお「疾風のお娟」役で出演していた由美かおるが第41部を最後に「かげろうお銀」時代を含めて24年間のレギュラー出演を卒業した。
- 14日 - テレビ朝日系の教養バラエティ番組で、池上彰の解説で人気の『そうだったのか!池上彰の学べるニュース』が水曜20時台で放送開始（ - 2011年12月[注 9]）[7]。
- 17日 - 日本テレビ系の土曜22時枠にて、ジャニーズ事務所所属のアイドルグループ、嵐出演のバラエティ番組『嵐にしやがれ』が放送開始（2017年4月より土曜21時枠へ移動）。同日21時よりメンバー大野智主演の土曜ドラマ『怪物くん』も放送開始（全9回、〜6月12日）し、2番組総称で『土曜の嵐』と銘打った特別枠を2週にわたり構成。
- 18日 - フジテレビ・関西テレビ系にて、宮根誠司が司会を務める日曜夜の情報番組『Mr.サンデー』がこの日から放送開始。初代パートナーは滝川クリステルが務め、その後パートナーを交代しながら2025年現在も継続。なお、宮根にとっては、東京本格進出後最初のレギュラー番組となった。
- 21日 - TBS系水曜劇場枠で、2009年に 韓国・KBSが制作・放送したドラマ『アイリス』（イ・ビョンホン、キム・テヒ主演）を放送開始（ - 9月1日）。在京民放キー局のゴールデンタイムで韓国のテレビドラマが放送されるのは史上初となった。なお、同作品が水曜劇場最後の作品となった。
- 24日 - TBSの深夜バラエティ枠吉崎金門海峡（3月廃止）で月曜日に放送されていた科学バラエティ番組『飛び出せ!科学くん』がゴールデンタイムに進出、土曜19時枠で放送開始（ - 2011年9月24日）。
- 25日 - テレビ朝日系日曜夜11時台にドラマ枠『日曜ナイトドラマ』を新設。第1作目は『女帝 薫子』（桐谷美玲主演、- 6月13日）。同枠はその後、2011年4月より『日曜ナイトプレミア』にリニューアルし、2012年1月期『妄想捜査〜桑潟幸一准教授のスタイリッシュな生活』を最後に終了。
- 26日 - フジテレビ・関西テレビ系『SMAP×SMAP』が、この日から「前半：ロート製薬一社提供、後半：複数社提供」を止め、P&Gを筆頭とした複数社提供に変更。これにより、1975年4月開始の『おくにじまんスター自慢』（関西テレビ制作）以来、35年続いた「ロート&複数社」路線が終結、同時に1962年1月開始の『私はナンバーワン』（毎日放送制作・当時はNET系列）以来、48年3ヶ月続いたロート製薬のオープニングキャッチが廃止された[注 10]。

### 7月
- 06日 - 大相撲野球賭博問題を受け、NHKは、11日〜25日に愛知県体育館で開催の名古屋場所について、NHK会長福地茂雄が会見し、テレビ・ラジオとも同場所の生中継を行わないことを発表した。その代替措置として、中入後取組のダイジェスト番組を総合テレビとBS2で18時台に放送。1928年にラジオで中継を開始して以来、大相撲中継が中止になるのは史上初めてとなった[注 11][11]。
- 10日 - ABC・テレビ朝日共同制作のスペシャルドラマ『必殺仕事人2010』（主演：東山紀之ほか）を放送。藤田まこと（2月17日没）が演じた中村主水の登場シーンは過去の映像が使用された。
- 11日 - 第22回参議院議員通常選挙が投開票。NHKと民放各局で選挙特別番組を放送。
- 24日〜25日 - フジテレビ系にて毎年恒例の『FNSの日26時間テレビ2010 超笑顔パレード 絆 爆笑!お台場合宿!!』が放送され、総合司会を2年連続で島田紳助が務めた。なお、紳助が総合司会を務めたのはこの年が最後となった（翌年の8月23日で芸能界を引退）。
- 27日 - フジテレビ系で8月22日放送予定だったバラエティ特別番組『オレワンスペシャル』の収録にて、杉山裕之（我が家）が、左肩を骨折し全治8週間の怪我を負い、東京都内の病院に入院したと、同局が発表[12]。また31日には陣内智則も、同番組の収録であばら骨にひびが入る怪我を負っていた（8月9日に陣内本人がブログで明らかにした）[13]。さらに8月17日には、松田洋昌（ハイキングウォーキング）が肋骨を骨折する怪我を負っていたことが明らかになった[14]。このような状況を踏まえ、同日、同特番の放送中止を決定し、「爆笑そっくりものまね紅白歌合戦スペシャル」の総集編を放送した。

### 8月
- 01日 - TBS系日曜20時枠、『オレたち!クイズMAN』（2009年10月 - ）の打ち切り終了に伴う後番組として『クイズ☆タレント名鑑』が放送開始（ - 2012年3月25日）[注 12]。
- 08日 - 日本テレビ系『ザ!鉄腕!DASH!!』レギュラーのアイドルグループ、TOKIO（ジャニーズ事務所所属）が、国土交通省関東地方整備局から「海の日表彰」を受けた。東京湾の再生に取り組む企画「DASH海岸」において、自然環境再生の啓蒙普及に貢献したことによる[15]。
- 20・21日 - TBS系『がっちりアカデミー!!』8月13日放送にて、自己破産について誤った情報や不適切な表現があったとして、番組内などで訂正、謝罪した[16]。
- 28・29日 - 日本テレビ系（NNN・NNS、全国31局）で毎年夏恒例の特別番組『24時間テレビ33「愛は地球を救う」』放送。この年はTOKIOがチャリティパーソナリティで、1998年(第21回)と2003年(第26回)に続き3度目（全員が30代のチャリティパーソナリティも初）。また「24時間マラソン」ははるな愛（ニューハーフタレント）が走者を務めた。総合司会は前年に引き続きフリーアナウンサーの徳光和夫（元同局アナウンサー。[注 13]）と、同局アナウンサー西尾由佳理（後にフリーアナウンサーに転身）が担当（翌年も続投）。なお、この年の番組テーマは「ありがとう〜今、あの人に伝えたい〜」で、メイン会場は前年の東京ビッグサイトから再び日本武道館へ戻った（翌年以降も同所で開催）。

### 9月
- 02日 - 大相撲の野球賭博問題を受け名古屋場所の生中継を中止したNHKが、12日初日の秋場所から生中継を再開することを発表。
- 09日 - 中部日本放送がデジタル放送のメインチャンネルで「阪神対中日」（阪神甲子園球場）[注 14] を、サブチャンネルで「横浜（DeNAの前身）対巨人」（横浜スタジアム）[注 15] を2試合同時中継するマルチ編成を実施。民放のプロ野球中継において初の試みとなった。
- 25日
  - TBS系『報道特集』のキャスターを務めていた田丸美寿々が降板。後任はTBSアメリカ総局長の金平茂紀（2018年現在も続投）。
  - 1969年12月から40年9カ月続いてきたテレビ東京系土曜最終版ニュース枠がこの日をもって終了。
- 27日 - フジテレビ系『笑っていいとも!』が秋の改正により水曜日にレギュラー出演していたマリエが9月29日で、木曜日レギュラーだった青木さやか、大島美幸（森三中）、南明奈が9月30日、金曜日レギュラーだった久本雅美が10月1日の放送でそれぞれ降板。マリエは足掛け3年、青木は足掛け5年半、大島と南は足掛け2年、久本は足掛け17年半にわたる活躍だった[17][注 16]。
- 29日 -  テレビ東京系水曜日の2時間ドラマ・映画枠『水曜シアター9』がこの日で終了。映画作品の最終放送は22日放送の『SPIRIT』（2006年、 香港・アメリカ合作）。また、最終回は『水曜シアター9特別企画』として、第29回横溝正史ミステリ大賞&テレビ東京賞受賞作品『雪冤』を放送。

### 10月
- 01日
  - NHK教育で9月25日に放送した特番『ココロ見』で、基準値を超える光の点滅回数に関するガイドラインを超えた映像があったと、NHKが発表した[18]。
  - フジテレビ系『めざましテレビ』の司会を2003年4月から務めていた同局アナウンサーの高島彩（後にフリーアナウンサーに転身）が卒業。
  - テレビ朝日系『やじうまプラス』がこの日の放送をもって終了[19]。
- 4日〜
  - フジテレビ系『めざましテレビ』で、同番組を卒業した高島彩の後任の司会として、情報キャスターを務めていた同局アナウンサー生野陽子が昇格。これに伴い、情報キャスターは後輩アナウンサーの加藤綾子に譲る。
  - テレビ朝日系『やじうまプラス』の後継番組として、新情報番組『やじうまテレビ!』をこの日より放送開始（ - 2013年9月27日）。初代メインキャスターは気象予報士の依田司（2011年3月まで担当）。
  - フジテレビ系『笑っていいとも!』の10月からの新レギュラーに、AKB48のメンバー秋元才加（後に女優・タレントに転身）、モデル・女優・タレントの佐々木希、お笑いコンビのロッチ（コカドケンタロウ・中岡創一）が加入。秋元は月曜日（→水曜日→金曜日）、佐々木とロッチは木曜日（ロッチ：→水曜日）にそれぞれ出演[注 17]。月曜日レギュラーだったベッキーが金曜日に移動[注 18][20]。また、テレフォンアナウンサーも、4日放送分より曜日担当制から日替わり制に変更[21]（2011年4月4日より曜日担当制に復帰）。
- 8日 - TBSが金曜深夜に新ドラマ枠『Friday Break』を新設。第1作は『クローン ベイビー』（全11話）。同枠はその後『ヘブンズ・フラワー The Legend of ARCANA』『シマシマ』『桜蘭高校ホスト部』と続き、2011年10月より『フライデードラマNEO』と改題、2012年4月より月曜深夜へ移り『ドラマNEO』となった（詳細は各枠の項を参照）。
- 11日 - TBS系パナソニック ドラマシアター枠の長寿時代劇シリーズ『水戸黄門』第42部を放送開始（ - 2011年3月21日、全21回）。新レギュラーとして雛形あきこが、棒術を使う謎の女「楓」役で出演。また助さん役に東幹久、格さん役に的場浩司をそれぞれ起用。2011年7月〜12月の第43部（最終シリーズ）まで出演。
- 14日 - TBS系で1990年（平成2年）10月から制作・放送されてきた橋田壽賀子脚本のホームドラマ『渡る世間は鬼ばかり』が、この日より最終シリーズとなる第10シリーズを放送開始。番組開始20周年とシリーズ10作目を一定の区切りとして終了。最終シリーズは2011年9月29日（シリーズ通算500回）まで放送され、以後はスペシャルドラマとして継続。
- 15日 - 15日より3日間、大阪市のインテックス大阪で開催された吉本興業主催のお笑いイベント『LIVE STAND 2010 OSAKA』の初日、前夜祭として「関西人気番組対抗 史上最大のうた合戦! Supported by DAM」が開かれ、在阪準キー局5局とサンテレビの全14番組[注 19] の出演者らが参加し、カラオケに合わせてパフォーマンスを披露した[23]。
- 17日
  - フジテレビ系日曜21時枠にドラマ枠『ドラマチック・サンデー』をこの日より新設（ - 2013年1月期『dinner』まで）。第1回作品は松雪泰子主演の『パーフェクト・リポート』。フジテレビで日曜21時台に連続ドラマが放送されるのは『刑事鉄平』（関西テレビ制作）以来31年ぶりとなった。
  - フジテレビ・関西テレビ系『Mr.サンデー』において、8月8日と9月26日の2回放送された女性誌特集で不適切な表現があったと、同番組内で謝罪した。
- 29日 - 日本テレビ系『Oha!4 NEWS LIVE』に出演していたアナウンサー宮崎宣子（後にフリーアナウンサーに転身）が体調不良により降板。後任は坂木萌子が担当（ - 2011年9月）。
- 30日〜11月7日、プロ野球日本シリーズ「中日VSロッテ」開催。第1・2（ナゴヤドーム）・5戦（千葉マリンスタジアム）は地上波での全国中継なしという事態となった[24]。日本シリーズで地上波中継なしが発生したのは史上初。なお全国中継された4試合のうち、3戦（11月2日、千葉マリンスタジアム）はテレビ朝日系列、4戦（11月3日、同）はテレビ東京系列、6・7戦（11月6・7日、ナゴヤドーム）はフジテレビ系列で中継された[注 20]。

### 11月
- 03日 - NHK総合にて、東京六大学野球秋季リーグ優勝決定戦「早大×慶大」（明治神宮野球場）を中継、斎藤佑樹投手[注 21] が先発した早大が優勝。16時から『全日本剣道選手権』の中継のため、デジタル放送ではサブチャンネルにて放送を継続したが、アナログ放送ではそのまま放送終了となり、NHKに対し苦情が殺到する形となった[25]。
- 04日 - 千葉テレビ放送が、1971年の開局以来初めてプロ野球日本シリーズを中継。この日の「ロッテVS中日」第5戦（千葉マリンスタジアム）を関東地区の地上波で独占中継。独立U局による日本シリーズ中継は1985年にサンテレビが「阪神対西武」を中継して以来25年ぶり。
- 06日 - 日本シリーズ第6戦「中日VSロッテ」（ナゴヤドーム）が日本シリーズ歴代最長の延長15回5時間43分に及ぶ試合となり中継局のフジテレビ[注 22] は日本野球機構（NPB）との取り決めに基づき23時以降CM挿入無しで放送、中継延長時間も過去最大の3時間10分となり、当日21時から放送予定だった土曜プレミアム『バブルへGO!! タイムマシンはドラム式』が、深夜0時10分からになる等大幅編成変更になった。
- 22日 - テレビ東京系『ピラメキーノ』、同局が未放送地域向けにインターネット同時配信する実験を、この日から12月27日まで1カ月にわたり実施[26]。

### 12月
- 05日 - 毎日放送・TBS系『くらべるくらべらー』の企画で、大阪府堺市で行われたサッカー試合の収録中、収録に参加していた小学3年生の男児が左腕を骨折する事故が発生。6日、同局が発表、骨折した男児と家族におわびするコメントを出した。なお、当日の模様は、男児の怪我の回復が順調だったことから、男児と家族、セレッソ大阪など関係各所の理解を得たことにより、2011年1月26日の同番組で放送された[27]。
- 06日 - 中京テレビは、11日午後に放送する予定だった十一代目市川海老蔵（歌舞伎俳優）出演の特別番組『絶景かな!海老蔵 名古屋で荒ぶる』（中京ローカル）を、11月に起こった事件の社会的影響を鑑みて放送中止を決定した[28]。
- 07日 - TBS系『解禁!(秘)ストーリー 〜知られざる真実〜』において番組内容の一部を変更し、冒頭に約13分前後、十一代目市川海老蔵の緊急記者会見の模様を放送した。
- 09日 - 北海道内各局とGAORAが、プロ野球・北海道日本ハムファイターズのドラフト1位、斎藤佑樹投手（早大）の入団会見（札幌ドーム）の模様を生中継した。特に北海道放送では13時55分から19時まで斎藤関連番組の特別編成を行ったほか、GAORAでは会見終了後に独占インタビューを放送した[29]。
- 19日
  - NHKで1994年（平成6年）4月に開始し、池上彰（ジャーナリスト、元NHK報道記者・キャスター）の解説で人気を博した子供向けニュース解説番組『週刊こどもニュース』が終了、17年の歴史に幕[30]。
  - テレビ朝日が前年までの『小学生クラス対抗30人31脚』の後継企画として、この年から新たに23歳以下を対象としたアマチュア映像コンテスト『（第1回）みんなをハッピーに!Vドリーム』を放送（2011年まで2回開催）。
- 24日 - 日本テレビ系にて、2009年に急逝した歌手マイケル・ジャクソンの遺作となった映画『マイケル・ジャクソン THIS IS IT』を放送。映画に先駆けて19時から特別番組『蘇るマイケル・ジャクソン 伝説24連発!』を放送し、21時から『金曜ロードショー』枠で同作品を放送、延べ4時間もの特別編成となった。また映画の放送に先駆け、前日には東京・SHIBUYA-AXにて、ジャクソンの幻のロンドン公演を再現したイベントが開催された[31]。
- 26日
  - 2001年（平成13年）から開催されてきた年末恒例の漫才コンテスト『M-1グランプリ』（朝日放送・吉本興業主催。ABC・テレビ朝日系）が、10年目の節目となるこの年をもって第1期を終了。第1期最後の開催となった第10回大会の敗者復活戦（東京・大井競馬場）と決勝（テレビ朝日スタジオ）がこの日行われ、決勝では、結成10年目で9年連続出場の漫才コンビ、笑い飯（よしもと所属）が優勝。平均視聴率は関東18.7%。関西23.4%。なお『M-1グランプリ』は4年間の中断を経て2015年より再開されている。
  - 関東・近畿地方の独立U局で長年放送されてきた競馬中継・情報番組が有馬記念開催日となったこの日をもって終了。終了した番組は千葉テレビ放送、テレビ神奈川（tvk）他で放送されていた『中央競馬ワイド中継』『中央競馬ハイライト』と、KBS京都の『KEIBAワンダーランド』の3番組。2011年1月よりBS11で新競馬中継番組が開始されるのに伴う[注 23]。なお『KEIBAワンダーランド』の後番組として2011年1月5日の金杯当日から『うまDOKI』へ継承。
- 31日 - 『第61回NHK紅白歌合戦』が放送され、白組が6年連続優勝。司会は白組をジャニーズ事務所所属の人気グループ・嵐、紅組を連続テレビ小説『ゲゲゲの女房』でヒロインを務めた松下奈緒、総合司会はNHKアナウンサーの阿部渉がそれぞれ務めた。またサプライズゲストとして、8月に食道癌の手術を受け療養していたサザンオールスターズの桑田佳祐が出演した。視聴率（NHK総合）は関東地区では第1部（19:30-21:25）平均35.7%、第2部（21:30-23:45）平均41.7%。関西地区は第1部37.1%、第2部42.5%。また歌手別最高は白組大トリを飾ったSMAPの48.9%（関東地区）だった[32]。一方、民放各局の裏番組では『ダウンタウンのガキの使いやあらへんで!!大晦日年越しSP!!絶対に笑ってはいけないスパイ24時』（日本テレビ系）第1部（18:30-21:00）の15.3%（関東地区）が最高だった。

## その他テレビに関する話題

### 年間
- フジテレビがゴールデンタイム、プライムタイム、全日帯ともに視聴率で首位となり、2010年年間視聴率三冠を達成。フジの年間視聴率三冠は2004年以降7年連続（関東地区、ビデオリサーチ調べ）[33]。

### 1月

宮城テレビ放送「ミヤテレ」ロゴ

- 1日 - 宮城テレビ放送（ミヤギテレビ）が10月1日に開局40周年を迎えるのを前に、新愛称「ミヤテレ」をこの日から採用。
- 22日
  - この日の正午からまる2日（48時間）、石川県珠洲市でアナログ放送を休止[34]。
    - 災害対策基本法による法的義務を負うNHK金沢放送局は、突発事態に対処（休止取り止め）できるよう、ブルーバックで休止告知。
    - 民放はそうした義務が無いので、送信機の電源を完全に切断。

  - フジテレビ系『めざましテレビ』プロデュースの物産館「銀座めざマルシェ」が東京・銀座にオープン。地下1階から地上13階まで、全国の名産品をビル全館で販売する他、PR、イベントなどを展開。同番組司会の高島彩（同局アナウンサー、当時）ら「めざましファミリー」が各ブロックに分かれ、それぞれのフロアを担当[35]。オープン初日にはオープニングセレモニーが行われた[36]。その後『銀座めざマルシェ』はフロア縮小によるリニューアルを経て、2011年4月29日に「お台場めざマルシェ」が台場・フジテレビ本社にオープンしたのに伴い、5月8日を以て閉店した[注 24]。

### 2月
- 3日 - 日本テレビが「日テレ・ネットワーク各社 環境キャンペーン2010」の発表会見を行った。5月末から6月にかけて各番組で環境保全を訴えていくほか、NHKとのコラボレーションも展開。[37]
- 5日 - NHKが海外向け国際放送NHKワールドで3月から民放制作番組の放送を始めると発表[38]。

### 3月
- 1日 - フジテレビが、BPO放送倫理検証委員会から出された「バラエティー番組関する意見」を受け、開局記念日にあたるこの日「フジテレビバラエティー宣言」を行った[39]。
- 11日
  - 全国初の試みとして、地デジカ、NHKの「どーも」と北海道民放各社のマスコットキャラクターが共演した、地上デジタル放送推進テレビコマーシャルアニメーションを放送。[40]
  - デジタル放送推進協会(Dpa)がBSデジタル放送において、地デジ難視対策衛星放送を開始。地デジが受信出来ない地域のみ試聴出来る。
- 26日 - テレビ東京とBSジャパンが、テレビ東京ブロードバンドとともに、放送持株会社制による経営統合を行うことで合意した[41]。
- 29日 - NHK、新年度の見直しを実施。教育テレビは深夜の停波対象を拡大するとともに、新たな愛称として「Eテレ」の使用を開始。また、総合・教育テレビの地上アナログ放送でのニュース番組など一部を除く番組が、画角16:9でのレターボックス放送に移行。
- 31日 - TBSとテレビ朝日、毎日放送と朝日放送の東京 - 大阪間の腸捻転解消に伴うネットチェンジから35周年。

### 4月
- 5日 - 日本テレビが、地上アナログ放送に於いての全番組（生放送番組の一部を除く）を画角16:9のレターボックス放送に移行。

### 5月
- 15日 - 声優の青野武が大動脈解離のため東京都八王子市の病院に入院。手術は成功するも6月26日に脳梗塞を発症し長期入院。これに伴い、「さくら友蔵」役で出演していたフジテレビ系アニメ『ちびまる子ちゃん』（2018年現在も継続中）は6月20日放送の第768話「まる子、かたつむりを飼う」の巻、「お父さんみたいな人と結婚したい?」の巻で降板。翌週の6月27日放送の第769話「雨もりの調べ」の巻、「男子たち、男気を競う」の巻より後輩声優の島田敏が担当。また青野が「神様」役として演じていた同局系アニメ『ドラゴンボール改』は8月1日放送の第66話「1つに戻る時がきた…ピッコロ最強への決意!」から『ちびまる子ちゃん』同様に島田敏に、「ジュラキュール・ミホーク」役として演じていた同局系アニメ『ONE PIECE』（2018年現在も継続中）は8月15日放送の第462話「世界を滅ぼす力! グラグラの実の能力」から後輩声優の掛川裕彦にそれぞれ交代（青野は2012年4月9日に死去）。
- 28日 - テレビ大阪で午前0時37分から約8分間にわたり、地上デジタル放送での放送が中断。人為的なミスが原因とみられる[42]。

### 6月
- 1日 - 札幌テレビ放送が、日本の民間放送で初めて地上デジタル放送での地域別差し替え放送を開始[43]。但し、NHKと異なり、差し替え基点局に呼出符号（コールサイン）は付与されていない。なお、ワンセグでは差し替えを行なわず、従来どおり札幌からの全道一律での放送を継続。

### 7月
- 4日 - 全国地上波民放テレビ127社とNHK総合・教育テレビで、この日17時59分より1分間『全国一斉地デジ化テスト〜アナタの家は地デジ化済んでますか?〜』を放送。地上デジタル放送の完全移行をPRするミニ番組で、アナログとデジタルそれぞれ異なる内容で放送した。アナログ放送では停波画面（砂嵐）を映し、デジタル化を促す[44]。
- 5日 - 全テレビ局のアナログ放送で全ての番組を画角16:9でのレターボックス放送に移行。上下の黒帯にてアナログ放送終了告知を強化するとともに、アナログ・デジタル別放送によるデジタル化告知を強化することになっている。
- 19日 - 熊本朝日放送のアナログ放送が午後7時頃から約1時間停波する放送事故が発生。送信所の電源設備の不具合が原因。デジタル放送には影響はなかった[45]。
- 24日 - この日の正午、石川県珠洲市では、全国より1年前倒しでアナログ放送を完全終了。能登町の珠洲中継局に限らず、市内にある全てのアナログ中継局で送信機の電源を完全切断。

### 8月
- 1日 - 埼玉県秩父市で、防災ヘリコプター墜落事故の取材に来ていた日本テレビの男性報道記者とカメラマンが、現場近くの沢で倒れているのが発見された。その後県内の病院に搬送されたが、死亡が確認された。2人は前日より取材で秩父を訪れ、遭難したものとみられる（真相報道 バンキシャ!#秩父山中取材記者遭難死事件も参照）。
- 24日 - BS放送のほとんどの番組がこの日14時21分より約13分間視聴できなくなる障害が起きたと、放送衛星システム（B-SAT）が発表した。予備衛星への切り替えで復旧したが、事故原因は、放送衛星BSAT―3aが何らかの形で傾いたのが原因とみられる[46][47]。
- 31日 - 毎日放送制作・TBS系『まんが日本昔ばなし』（1975年1月 - 1995年1月）、フジテレビ系『タッチ』（1985年3月 - 1987年3月）、NHK『ふしぎの海のナディア』（GAINAXと共同制作、1990年4月 - 1991年4月）などテレビアニメ・映画制作を手掛けていたグループ・タックがこの日東京地方裁判所に自己破産を申請し、翌9月1日に破産手続き開始を受け倒産。負債総額は約6億5000万円[48]。

### 9月
- 1日 - 日本テレビ労働組合が賃金制度等を巡りアナウンサーや記者等を除き、同日0時から24時間のストライキを決行。
- 8日 - 番組制作プロダクション、ニッポンクリエイティブビジョン事業停止。
- 16日 - 日本民間放送連盟が、サッカーW杯南アフリカ大会の放送に関する民放各局の収支総額が初めて赤字になったことを発表。会長の広瀬道貞（テレビ朝日会長）が定例記者会見で明らかにした。
- 25日 - 早朝、琉球朝日放送社長の仲村一夫が、沖縄県那覇市仲井真の国道507号で乗用車を運転中、歩いて横断していた琉球新報配達員の女性をはね、死亡させる事故があった[49][注 25]。この日、同局では昼のニュースでこの事故について伝えた後、女性アナウンサーが謝罪した。
- 26日 - 山口朝日放送のアナログ放送が断続的に停波し、番組が見られない放送事故が発生した[50][出典無効]。
- 27日
  - アナログ放送終了まで300日。この日を中心に、全国各地でテレビのデジタル化を呼びかけるイベントが繰り広げられた。また、NHKでニュース番組のテロップシステムをデジタル放送の仕様に合わせたものに変更した。
  - 8月23日に開かれたイージス艦衝突事故の初公判で、被告の海上自衛隊員2名の弁護側がニュース映像を無断で証拠提出し、横浜地裁が証拠として採用した件で、NHK、日本テレビ、TBSが抗議文を提出していたことが分かった[51]。
- 29日
  - NHKが東京都世田谷区と杉並区の一部でデジタル総合テレビが受信できなくなる障害が発生したことを発表、謝罪。27日から29日まで最大8時間40分、NHK放送技術研究所（世田谷区）がワンセグ放送の受信エリアを調べるために発信した実験用電波の影響で、受信障害が発生した[52]。
  - 読売テレビ元アナウンサーで同局報道局解説委員長の辛坊治郎が同日付で退社[53]。

### 10月
- 1日
  - テレビ東京、BSジャパン、テレビ東京ブロードバンドの3社が株式移転により、放送持株会社、テレビ東京ホールディングスを設立[54]。
  - TVQ九州放送が正式称号を再変更（株式会社ティー・ヴィー・キュー九州放送→株式会社TVQ九州放送）。
- 4日 - TOKYO MXが、地上デジタル放送にて平日の主要帯番組などでのデータ放送のオーバーレイ表示を開始[55][注 26]。また同日、印刷業大手の凸版印刷と共同で、データ放送を活用した買物情報サービス「得だね!Shufoo!」の実証実験を開始、12月末まで実施[56]。
- 6日 - NHKのインターネットホームページ「NHKオンライン」が開設15周年。[57]
- 28日 - 広島ホームテレビの報道による事実誤認で名誉棄損されたとして、山口県光市のパチンコ店経営会社が同局を相手取り1000万円の損害賠償を求めた民事裁判の判決が広島地方裁判所であり、同局に5万円の支払いを命じる判決[58]。
- 31日 - TBSのアナウンサーだった新井麻希がこの日付で退社[59]。

### 11月
- 8 - 12日 - フジテレビが字幕CMの試験放送を実施。聴覚障害者及び耳の不自由な高齢者向けの新たな試みで、平日午後のトークバラエティー番組『ライオンのごきげんよう』の番組内において、同番組の提供スポンサーであるライオンの製品CM6本に字幕を表示した。
- 16日 - BSフジが2011年1月よりソニーと共同で、3Dによる番組を放送することを発表[60]。

### 12月
- 1日
  - BSデジタル放送開始から10周年。
  - NHKのインターネット番組配信サービス、NHKオンデマンドが順次値下げ開始[61]。
  - タレントで三重県の観光大使を務める萩本欽一が、三重テレビ放送の報道制作局などの名誉局長に同日付で就任[62]。
- 2日 - 放送倫理・番組向上機構（BPO）は7月の参議院議員選挙の公示日直前から投開票日までに放送された番組について意見書を公表。長野県の信越放送と長野朝日放送が選挙関連の特番で同県関係の候補者だけを取り上げた点を審議し「公平・公正性を欠いた」と指摘した[63]。
- 6日 - インターネット検索大手Googleが、NHK番組を動画コミュニティサイトYouTubeで無料配信を開始。NHKエンタープライズとライセンス契約。
- 28日 -  韓国の女子フィギュアスケート選手、キム・ヨナの練習風景を隠し撮りしたとして、キム選手のマネジメント会社が、日本テレビに対し抗議書簡を送ることを明らかにした。問題の映像は26日の同局系『真相報道 バンキシャ!』で放送されており、社側は同局に対し謝罪放送を要求したと発表した[64]。
- 31日 - フジテレビのアナウンサーだった高島彩が、10年間勤務していた同局を退社。2011年1月1日付でフリーアナウンサー事務所フォニックスに所属し、フリーアナウンサーとなった[65]。

## 周年

### 番組
1月
- 40周年 - NNNドキュメント（日本テレビ / NNN30局）
- 10周年 - 1×8いこうよ!（札幌テレビ放送）

3月
- 15周年 - スタジオパークからこんにちは（NHK総合）

4月
- 40周年 - RABニュースレーダー（青森放送）
- 35周年
  - パネルクイズ アタック25（朝日放送）
  - スーパー戦隊シリーズ（テレビ朝日）[注 27]
- 30周年 - N響アワー（NHK教育・Eテレ）
- 25周年
  - バラエティー生活笑百科（NHK大阪放送局 / NHK総合）
  - さんまのまんま（関西テレビ）
- 20周年
  - つくってあそぼ（NHK教育・Eテレ）
  - しぜんとあそぼ（NHK教育・Eテレ）
  - えいごであそぼ（NHK教育・Eテレ）
  - おはなしのくに（NHK教育・Eテレ）
  - てれび絵本（NHK教育・Eテレ）
  - 痛快!明石家電視台（毎日放送）
  - 朝6生ワイド（札幌テレビ）
- 15周年
  - ためしてガッテン（NHK総合）
  - 上沼恵美子のおしゃべりクッキング（朝日放送）
  - 出没!アド街ック天国（テレビ東京）
- 10周年
  - のりスタ!シリーズ[注 28]（テレビ東京）
  - いきなり!黄金伝説。（テレビ朝日）
  - 金曜ナイトドラマ（テレビ朝日）
  - 東京サイト（テレビ朝日）
  - 美の巨人たち（テレビ東京）
  - ひろしま満点ママ!!（テレビ新広島）

7月
- 15周年 - 快傑えみちゃんねる（関西テレビ）

10月
- 40周年 - 遠くへ行きたい（読売テレビ）
- 30周年 - 報道特集[注 29]（TBS）
- 25周年 - アッコにおまかせ!（TBS）
- 20周年
  - 渡る世間は鬼ばかり（TBS）
  - 探検!九州（RKB毎日放送）
- 15周年 - ランク王国（TBS）
- 10周年
  - 人生の楽園（テレビ朝日）
  - Disney Time（テレビ東京）
  - VOICE（毎日放送）
  - チャートバスターズR!（RKB毎日放送）

### 開局・放送開始
前年ほどではないものの、1970年に開局したUHF局が40周年となった。
- 3月16日 - 山形放送テレビジョン放送開始50周年。
- 4月1日
  - テレビジョン放送開始55周年 - TBSテレビ
  - テレビジョン放送開始50周年 - 秋田放送
  - 開局40周年 - 山形テレビ、福島中央テレビ、テレビ山梨、山陰中央テレビジョン放送、テレビ山口、テレビ高知、テレビ大分、テレビ宮崎
  - 開局20周年 - テレビ金沢、長崎文化放送
  - 開局15周年 - 愛媛朝日テレビ
- 6月1日 - 福井放送、琉球放送テレビジョン放送開始50周年。
- 7月1日 - NHK宮崎放送局テレビジョン放送開始50周年。
- 8月1日 - NHK函館放送局教育テレビジョン放送開始50周年。
- 9月1日 - NHK室蘭放送局教育テレビジョン放送開始50周年。
- 10月1日
  - テレビジョン放送開始50周年 - 宮崎放送
  - 開局40周年 - 宮城テレビ放送
  - 開局35周年 - 東日本放送、テレビ新広島
  - 開局30周年 - テレビ信州
  - 開局25周年 - テレビせとうち
  - 開局20周年 - チューリップテレビ
  - 開局15周年 - 琉球朝日放送
- 11月1日 
  - 開局50周年 - NHK旭川、福島教育テレビジョン。
  - 開局15周年 - 東京メトロポリタンテレビジョン
- 12月1日
  - 開局50周年 - NHK仙台放送局教育テレビジョン。
  - 開局40周年 - 広島ホームテレビ
  - 開局10周年 - BS日テレ、BS朝日、BS-TBS、BSジャパン、BSフジ、ウェザーニュース（ダブリュエックス二十四）。
- 12月23日 - NHK盛岡放送局教育テレビジョン放送開始50周年。

## 記念回

### 帯番組
- 7000回 - 笑っていいとも!（2月4日、フジテレビ）
- 4000回 - 静岡○ごとワイド!（9月13日、静岡第一テレビ）
- 3000回
  - 1月31日 - すぽると!（フジテレビ）
  - 12月3日 - 情報プレゼンター とくダネ!（フジテレビ）
- 2000回 - RKKワイド夕方いちばん（2月4日、熊本放送）
- 1000回
  - 2月22日 - スッキリ!!（日本テレビ）
  - 4月19日 - ちい散歩（テレビ朝日）
  - 7月14日 - 情報ライブ ミヤネ屋（読売テレビ）

### レギュラー番組
- 2300回 - ミュージックフェア（3月6日、フジテレビ）
- 2200回 - 笑点（1月24日、日本テレビ）
- 2000回
  - 3月28日 - 遠くへ行きたい（読売テレビ）
  - 10月24日 - 新婚さんいらっしゃい!（朝日放送）
- 1700回 - 釣りごろつられごろ（8月28日、テレビ新広島）
- 1000回
  - 2月12日 - ミュージックステーション（テレビ朝日）
  - 6月19日 - ウェークアップ!ぷらす（読売テレビ）
- 900回
  - 7月19日 - ビートたけしのTVタックル（テレビ朝日）
  - 11月13日 - 週刊ブックレビュー（NHK BS2）
- 800回 - たかじん胸いっぱい（1月9日、関西テレビ）
- 700回
  - 1月5日 - NHK歌謡コンサート（NHK総合）
  - 3月27日 - ランク王国（TBS）
- 600回 - 情熱大陸（5月16日、毎日放送）
- 500回
  - 3月27日 - 美の巨人たち（テレビ東京）
  - 4月4日 - ウチくる!?（フジテレビ）
  - 5月23日 - 1×8いこうよ!（札幌テレビ放送）
  - 9月4日 - めちゃ×2イケてるッ!（フジテレビ）
  - 11月6日 - 人生の楽園（テレビ朝日）[66]
- 400回
  - 1月19日 - 日経スペシャル ガイアの夜明け（テレビ東京）
  - 2月17日 - 1億人の大質問!?笑ってコラえて!（日本テレビ）
  - 4月17日
    - みのもんたのサタデーずばッと（TBS）
    - サタ★マガ（高知さんさんテレビ）

  - 6月12日 - BSブランチ（BS-TBS）
  - 8月29日 - やべっちFC〜日本サッカー応援宣言〜（テレビ朝日）
  - 12月18日 - SmaSTATION!!（テレビ朝日）
- 300回
  - 1月31日 - 田舎に泊まろう!（テレビ東京）
  - 2月20日 - 天才!!カンパニー（日本テレビ）
  - 3月28日 - プリキュアシリーズ（朝日放送）[注 30]
  - 4月2日 - 僕らの音楽 -OUR MUSIC-（フジテレビ）
  - 6月13日 - がっちりマンデー!!（TBS）
  - 8月16日 - やりすぎコージー（テレビ東京）
  - 9月5日 - 夢の扉 〜NEXT DOOR〜（TBS）[67]
  - 9月15日 - クイズ!ヘキサゴンII（フジテレビ）

### 不定期・特別番組
- 30回 - 全国高等学校クイズ選手権（9月3日、日本テレビ）

## 視聴率
数字・視聴率はビデオリサーチ関東地区調べ。その他地域別の視聴率はその他テレビに関する話題に。

### ニュース・報道番組
| 順位 | 視聴率 | 放送日               | 番組名             | 放送局  |
| ---- | ------ | -------------------- | ------------------ | ------- |
| 1    | 24.6%  | 11月23日 19:00-19:30 | NHKニュース7       | NHK総合 |
| 2    | 22.1%  | 1月31日 20:45-21:00  | ニュース・気象情報 | NHK総合 |
| 3    | 21.8%  | 1月17日 20:45-21:00  | ニュース・気象情報 | NHK総合 |
| 4    | 20.9%  | 12月31日 19:00-19:30 | NHKニュース7       | NHK総合 |
| 5    | 20.8%  | 2月20日 19:00-19:30  | NHKニュース7       | NHK総合 |
| 5    | 20.8%  | 9月8日 19:00-19:32   | NHKニュース7       | NHK総合 |
| 7    | 20.1%  | 4月25日 20:45-21:00  | ニュース・気象情報 | NHK総合 |

### スポーツ
| 順位 | 視聴率 | 放送日               | 番組名                                                                                | 放送局     |
| ---- | ------ | -------------------- | ------------------------------------------------------------------------------------- | ---------- |
| 1    | 57.3%  | 6月29日 22:40-1:10   | 2010FIFAワールドカップサッカー・決勝トーナメント1回戦 日本×パラグアイ                 | TBS        |
| 2    | 53.5%  | 6月29日 1:10-2:00    | 2010FIFAワールドカップサッカー・決勝トーナメント1回戦 日本×パラグアイ                 | TBS        |
| 3    | 45.5%  | 6月14日 23:54-0:55   | 2010FIFAワールドカップサッカー・予選グループE 日本×カメルーン・後半                   | NHK総合    |
| 4    | 44.9%  | 6月14日 22:50-23:51  | 2010FIFAワールドカップサッカー・予選グループE 日本×カメルーン・前半                   | NHK総合    |
| 5    | 43.0%  | 6月19日 20:10-22:40  | 2010FIFAワールドカップサッカー・予選グループE 日本×オランダ                           | テレビ朝日 |
| 6    | 40.9%  | 6月25日 5:00-5:40    | 2010FIFAワールドカップサッカー・予選グループE 日本×デンマーク                         | 日本テレビ |
| 7    | 36.3%  | 2月26日 12:10-14:25  | バンクーバーオリンピック・フィギュアスケート女子フリー                                | NHK総合    |
| 8    | 30.5%  | 6月24日 3:00-5:00    | 2010FIFAワールドカップサッカー・予選グループE 日本×デンマーク                         | 日本テレビ |
| 9    | 29.0%  | 12月26日 19:50-21:54 | 全日本フィギュアスケート選手権2010・女子フリー                                        | フジテレビ |
| 10   | 27.9%  | 1月3日 7:50-14:18    | 第86回東京箱根間往復大学駅伝競走・復路                                                | 日本テレビ |
| 11   | 27.2%  | 1月2日 7:50-14:05    | 第86回東京箱根間往復大学駅伝競走・往路                                                | 日本テレビ |
| 12   | 26.8%  | 10月12日 19:40-22:00 | サッカー国際親善試合・韓国×日本                                                       | フジテレビ |
| 13   | 26.1%  | 6月14日 0:55-1:30    | 2010FIFAワールドカップサッカー・予選グループE 日本×カメルーン・日本代表インタビュー   | NHK総合    |
| 14   | 25.4%  | 2月13日 10:55-14:10  | バンクーバーオリンピック・開会式                                                      | NHK総合    |
| 15   | 24.6%  | 12月25日 19:15-21:09 | 全日本フィギュアスケート選手権2010・女子ショートプログラム                            | フジテレビ |
| 16   | 23.9%  | 5月30日 22:10-23:20  | サッカー日本代表国際試合・日本×イングランド・後半                                     | NHK総合    |
| 16   | 23.9%  | 7月3日 22:40-1:10    | 2010FIFAワールドカップサッカー・決勝トーナメント準々決勝 アルゼンチン×ドイツ          | TBS        |
| 18   | 23.4%  | 6月17日 21:26-22:30  | 2010FIFAワールドカップサッカー・予選グループB アルゼンチン×韓国・後半                 | NHK総合    |
| 19   | 22.9%  | 12月11日 19:00-21:21 | フィギュアスケート・グランプリファイナル2010世界一決定戦 男女フリー                   | テレビ朝日 |
| 20   | 22.6%  | 3月28日 19:58-21:48  | 世界フィギュアスケート選手権・女子シングルフリー                                      | フジテレビ |
| 21   | 22.1%  | 3月27日 20:48-21:54  | ボクシング・WBC世界フライ級タイトルマッチ 亀田興毅×ポンサクレック・ウォンジョンカム   | TBS        |
| 22   | 22.0%  | 6月25日 5:40-6:30    | 2010FIFAワールドカップサッカー・予選グループE 日本×デンマーク・ハイライト             | 日本テレビ |
| 23   | 21.6%  | 11月13日 18:55-21:24 | 2010年バレーボール女子世界選手権・準決勝 日本×ブラジル                                | TBS        |
| 24   | 21.3%  | 2月17日 12:12-12:27  | NHKニュース&バンクーバーオリンピック・ フィギュアスケート男子ショートプログラム       | NHK総合    |
| 24   | 21.3%  | 6月14日 21:26-22:33  | 2010FIFAワールドカップサッカー・予選グループE オランダ×デンマーク・後半               | NHK総合    |
| 26   | 21.1%  | 6月29日 22:00-22:40  | 2010FIFAワールドカップサッカーDAILY                                                   | TBS        |
| 27   | 20.9%  | 6月17日 20:18-21:18  | 2010FIFAワールドカップサッカー・予選グループB アルゼンチン×韓国・前半                 | NHK総合    |
| 28   | 20.6%  | 2月17日 12:27-13:49  | バンクーバーオリンピック・フィギュアスケート男子ショートプログラム                    | NHK総合    |
| 28   | 20.6%  | 11月7日 18:00-23:14  | 2010プロ野球日本シリーズ第7戦・中日×ロッテ                                            | フジテレビ |
| 30   | 20.5%  | 2月28日 7:00-7:45    | NHKニュースおはよう日本&バンクーバーオリンピック・ スピードスケート女子団体パシュート | NHK総合    |
| 30   | 20.5%  | 11月14日 19:00-21:24 | 2010年バレーボール女子世界選手権・3位決定戦 日本×アメリカ                             | TBS        |
| 32   | 20.2%  | 12月10日 20:00-21:48 | フィギュアスケート・グランプリファイナル2010世界一決定戦 男女ショートプログラム       | テレビ朝日 |

### ドラマ・映画
| 順位 | 視聴率 | 放送日               | 番組名                                                         | 放送局     |
| ---- | ------ | -------------------- | -------------------------------------------------------------- | ---------- |
| 1    | 29.8%  | 2月5日 21:00-23:04   | 金曜特別ロードショー・崖の上のポニョ                           | 日本テレビ |
| 2    | 24.4%  | 1月31日 20:00-20:45  | 龍馬伝                                                         | NHK総合    |
| 3    | 23.6%  | 9月25日 8:00-8:15    | 連続テレビ小説・ゲゲゲの女房（最終回）                         | NHK総合    |
| 4    | 23.4%  | 1月24日 20:00-20:45  | 龍馬伝                                                         | NHK総合    |
| 5    | 23.2%  | 1月3日 20:00-21:15   | 龍馬伝（初回）                                                 | NHK総合    |
| 6    | 22.6%  | 1月17日 20:00-20:45  | 龍馬伝                                                         | NHK総合    |
| 7    | 22.4%  | 5月10日 21:00-22:09  | 月の恋人〜Moon Lovers〜（初回）                                | フジテレビ |
| 8    | 22.3%  | 2月21日 20:00-20:45  | 龍馬伝                                                         | NHK総合    |
| 9    | 22.2%  | 9月4日 8:00-8:15     | 連続テレビ小説・ゲゲゲの女房                                   | NHK総合    |
| 19   | 22.0%  | 9月9日 8:00-8:15     | 連続テレビ小説・ゲゲゲの女房                                   | NHK総合    |
| 11   | 21.9%  | 4月18日 20:00-20:45  | 龍馬伝                                                         | NHK総合    |
| 11   | 21.9%  | 9月16日 8:00-8:15    | 連続テレビ小説・ゲゲゲの女房                                   | NHK総合    |
| 13   | 21.8%  | 4月25日 20:00-20:45  | 龍馬伝                                                         | NHK総合    |
| 13   | 21.8%  | 7月12日 8:00-8:15    | 連続テレビ小説・ゲゲゲの女房                                   | NHK総合    |
| 15   | 21.7%  | 7月24日 8:00-8:15    | 連続テレビ小説・ゲゲゲの女房                                   | NHK総合    |
| 16   | 21.4%  | 3月14日 20:00-20:45  | 龍馬伝                                                         | NHK総合    |
| 17   | 21.3%  | 8月4日 8:00-8:15     | 連続テレビ小説・ゲゲゲの女房                                   | NHK総合    |
| 17   | 21.3%  | 11月28日 20:00-21:00 | 龍馬伝（最終回）                                               | NHK総合    |
| 19   | 21.2%  | 2月7日 20:00-20:45   | 龍馬伝                                                         | NHK総合    |
| 19   | 21.2%  | 4月9日 21:00-23:22   | フジテレビ開局50周年記念スペシャルドラマ・ わが家の歴史・第1夜 | フジテレビ |
| 19   | 21.2%  | 12月15日 21:00-21:54 | 相棒 Season9                                                   | テレビ朝日 |
| 22   | 21.1%  | 4月11日 21:00-23:54  | フジテレビ開局50周年記念スペシャルドラマ・ わが家の歴史・第3夜 | フジテレビ |
| 22   | 21.1%  | 11月24日 21:00-21:54 | 相棒 Season9                                                   | テレビ朝日 |
| 24   | 21.0%  | 1月10日 20:00-20:45  | 龍馬伝                                                         | NHK総合    |
| 24   | 21.0%  | 2月28日 20:00-20:45  | 龍馬伝                                                         | NHK総合    |
| 24   | 21.0%  | 4月18日 21:00-22:14  | 日曜劇場・新参者（初回）                                       | TBS        |
| 24   | 21.0%  | 8月18日 8:00-8:15    | 連続テレビ小説・ゲゲゲの女房                                   | NHK総合    |
| 24   | 21.0%  | 8月26日 8:00-8:15    | 連続テレビ小説・ゲゲゲの女房                                   | NHK総合    |
| 29   | 20.8%  | 7月29日 8:00-8:15    | 連続テレビ小説・ゲゲゲの女房                                   | NHK総合    |
| 30   | 20.7%  | 8月11日 8:00-8:15    | 連続テレビ小説・ゲゲゲの女房                                   | NHK総合    |
| 31   | 20.5%  | 6月23日 8:00-8:15    | 連続テレビ小説・ゲゲゲの女房                                   | NHK総合    |
| 31   | 20.5%  | 12月1日 21:00-21:54  | 相棒 Season9                                                   | テレビ朝日 |
| 33   | 20.4%  | 3月7日 20:00-20:45   | 龍馬伝                                                         | NHK総合    |
| 33   | 20.4%  | 3月10日 20:00-21:48  | 相棒 Season8・最終回スペシャル                                 | テレビ朝日 |
| 33   | 20.4%  | 5月16日 20:00-20:45  | 龍馬伝                                                         | NHK総合    |
| 33   | 20.4%  | 6月12日 8:00-8:15    | 連続テレビ小説・ゲゲゲの女房                                   | NHK総合    |
| 37   | 20.3%  | 6月20日 20:00-20:45  | 龍馬伝                                                         | NHK総合    |
| 37   | 20.3%  | 7月3日 8:00-8:15     | 連続テレビ小説・ゲゲゲの女房                                   | NHK総合    |
| 37   | 20.3%  | 7月9日 8:00-8:15     | 連続テレビ小説・ゲゲゲの女房                                   | NHK総合    |
| 40   | 20.2%  | 2月14日 20:00-20:45  | 龍馬伝                                                         | NHK総合    |
| 40   | 20.2%  | 7月23日 21:00-22:54  | 金曜ロードショー・となりのトトロ                               | 日本テレビ |
| 40   | 20.2%  | 11月17日 21:00-21:54 | 相棒 Season9                                                   | テレビ朝日 |
| 43   | 20.1%  | 6月13日 20:00-20:45  | 龍馬伝                                                         | NHK総合    |
| 44   | 20.0%  | 5月23日 20:00-20:45  | 龍馬伝                                                         | NHK総合    |

### バラエティ・歌番組
| 順位 | 視聴率 | 放送日               | 番組名                                                                                                 | 放送局     |
| ---- | ------ | -------------------- | --- | ---------- |
| 1    | 41.7%  | 12月31日 21:30-23:45 | 第61回NHK紅白歌合戦・第2部                                                                             | NHK総合    |
| 2    | 35.7%  | 12月31日 19:30-21:25 | 第61回NHK紅白歌合戦・第1部                                                                             | NHK総合    |
| 3    | 25.6%  | 8月29日 19:00-20:54  | 24時間テレビ 「愛は地球を救う」33・PART10                                                              | 日本テレビ |
| 4    | 25.4%  | 3月7日 17:30-18:00   | 笑点                                                                                                   | 日本テレビ |
| 5    | 23.8%  | 7月11日 17:30-18:00  | 笑点                                                                                                   | 日本テレビ |
| 6    | 23.6%  | 4月11日 17:30-18:00  | 笑点                                                                                                   | 日本テレビ |
| 7    | 23.5%  | 1月31日 17:30-18:00  | 笑点                                                                                                   | 日本テレビ |
| 8    | 23.4%  | 12月19日 21:00-23:24 | さんま&SMAP!美女と野獣のクリスマススペシャル2010・ 禁断の質問スペシャル                                | 日本テレビ |
| 9    | 23.0%  | 12月12日 17:30-18:00 | 笑点                                                                                                   | 日本テレビ |
| 10   | 22.6%  | 2月21日 19:58-20:54  | 世界の果てまでイッテQ!                                                                                 | 日本テレビ |
| 11   | 22.5%  | 1月3日 21:00-22:54   | 行列のできる法律相談所・第6回気の毒な夫決定戦スペシャル                                                | 日本テレビ |
| 11   | 22.5%  | 6月13日 17:30-18:00  | 笑点                                                                                                   | 日本テレビ |
| 13   | 22.4%  | 1月25日 19:00-19:54  | ネプリーグ                                                                                             | フジテレビ |
| 13   | 22.4%  | 2月28日 17:30-18:00  | 笑点                                                                                                   | 日本テレビ |
| 13   | 22.4%  | 4月4日 17:30-18:00   | 笑点                                                                                                   | 日本テレビ |
| 13   | 22.4%  | 8月29日 17:23-19:00  | 24時間テレビ 「愛は地球を救う」33・PART9                                                               | 日本テレビ |
| 17   | 22.3%  | 5月5日 19:00-21:48   | そうだったのか!池上彰の学べるニュース3時間スペシャル!!                                                 | テレビ朝日 |
| 18   | 22.2%  | 2月1日 19:00-19:54   | ネプリーグ                                                                                             | フジテレビ |
| 19   | 22.1%  | 3月8日 19:00-19:54   | ネプリーグ                                                                                             | フジテレビ |
| 20   | 21.8%  | 5月23日 17:30-18:00  | 笑点                                                                                                   | 日本テレビ |
| 21   | 21.7%  | 1月24日 17:30-18:00  | 笑点                                                                                                   | 日本テレビ |
| 21   | 21.7%  | 3月24日 21:48-23:24  | ザ!世界仰天ニュース・過去を捨てた女たち!大変身ビューティー祭り・ 第2部                                 | 日本テレビ |
| 21   | 21.7%  | 12月4日 19:00-23:10  | 2010 FNS歌謡祭                                                                                         | フジテレビ |
| 24   | 21.6%  | 2月14日 17:30-18:00  | 笑点                                                                                                   | 日本テレビ |
| 24   | 21.6%  | 12月12日 21:00-21:54 | 行列のできる法律相談所                                                                                 | 日本テレビ |
| 24   | 21.6%  | 12月26日 17:30-18:00 | 笑点                                                                                                   | 日本テレビ |
| 27   | 21.5%  | 11月7日 17:30-18:00  | 笑点                                                                                                   | 日本テレビ |
| 28   | 21.4%  | 5月30日 17:30-18:00  | 笑点                                                                                                   | 日本テレビ |
| 29   | 21.2%  | 2月14日 19:58-20:54  | 世界の果てまでイッテQ!                                                                                 | 日本テレビ |
| 30   | 21.0%  | 3月7日 21:00-21:54   | 行列のできる法律相談所                                                                                 | 日本テレビ |
| 31   | 20.9%  | 3月1日 19:00-19:54   | ネプリーグ                                                                                             | フジテレビ |
| 31   | 20.9%  | 10月3日 17:30-18:00  | 笑点                                                                                                   | 日本テレビ |
| 33   | 20.8%  | 2月21日 21:00-21:54  | 行列のできる法律相談所                                                                                 | 日本テレビ |
| 33   | 20.8%  | 10月31日 17:30-18:00 | 笑点                                                                                                   | 日本テレビ |
| 35   | 20.7%  | 1月11日 19:00-20:54  | ネプ大リーグ                                                                                           | フジテレビ |
| 36   | 20.6%  | 7月18日 17:30-18:00  | 笑点                                                                                                   | 日本テレビ |
| 37   | 20.5%  | 12月5日 17:30-18:00  | 笑点                                                                                                   | 日本テレビ |
| 38   | 20.4%  | 2月7日 17:30-18:00   | 笑点                                                                                                   | 日本テレビ |
| 38   | 20.4%  | 2月28日 21:00-21:54  | 行列のできる法律相談所                                                                                 | 日本テレビ |
| 38   | 20.4%  | 5月10日 22:09-23:09  | SMAP×SMAP・“月恋”初回記念生放送!!                                                                      | フジテレビ |
| 38   | 20.4%  | 6月27日 17:30-18:00  | 笑点                                                                                                   | 日本テレビ |
| 42   | 20.3%  | 4月30日 19:56-20:54  | ぴったんこカン・カン                                                                                   | TBS        |
| 43   | 20.1%  | 2月27日 21:00-23:10  | 土曜プレミアム・トリビアの泉 へぇへぇの種で大満開 久しぶりにやったらギネスまでとっちゃったよスペシャル | フジテレビ |
| 43   | 20.1%  | 3月14日 17:30-18:00  | 笑点                                                                                                   | 日本テレビ |
| 45   | 20.0%  | 8月29日 21:00-21:54  | 行列のできる法律相談所                                                                                 | 日本テレビ |
| 45   | 20.0%  | 11月14日 21:00-21:54 | 行列のできる法律相談所                                                                                 | 日本テレビ |

### アニメ
| 順位 | 視聴率 | 放送日               | 番組名                     | 放送局     |
| ---- | ------ | -------------------- | -------------------------- | ---------- |
| 1    | 24.7%  | 10月24日 18:30-19:00 | サザエさん                 | フジテレビ |
| 2    | 24.0%  | 11月21日 18:30-19:00 | サザエさん                 | フジテレビ |
| 2    | 24.0%  | 11月28日 18:30-19:00 | サザエさん                 | フジテレビ |
| 4    | 23.2%  | 3月7日 18:30-19:00   | サザエさん                 | フジテレビ |
| 5    | 23.0%  | 10月31日 18:30-19:00 | サザエさん                 | フジテレビ |
| 6    | 22.7%  | 5月16日 18:30-19:00  | サザエさん                 | フジテレビ |
| 7    | 22.5%  | 10月3日 18:30-19:00  | サザエさん                 | フジテレビ |
| 7    | 22.5%  | 10月17日 18:30-19:00 | サザエさん                 | フジテレビ |
| 9    | 22.4%  | 12月5日 18:30-19:00  | サザエさん                 | フジテレビ |
| 10   | 22.3%  | 4月4日 18:30-19:00   | サザエさん                 | フジテレビ |
| 11   | 22.0%  | 5月30日 18:30-19:00  | サザエさん                 | フジテレビ |
| 12   | 21.8%  | 3月14日 18:30-19:00  | サザエさん                 | フジテレビ |
| 12   | 21.8%  | 11月14日 18:30-19:00 | サザエさん                 | フジテレビ |
| 14   | 21.7%  | 2月21日 18:30-19:00  | サザエさん                 | フジテレビ |
| 14   | 21.7%  | 9月12日 18:30-19:00  | サザエさん                 | フジテレビ |
| 16   | 21.6%  | 2月14日 18:30-19:00  | サザエさん                 | フジテレビ |
| 17   | 21.4%  | 4月11日 18:30-19:00  | サザエさん                 | フジテレビ |
| 18   | 21.3%  | 5月23日 18:30-19:00  | サザエさん                 | フジテレビ |
| 18   | 21.3%  | 12月26日 18:30-19:00 | サザエさん                 | フジテレビ |
| 20   | 21.2%  | 12月19日 18:30-19:00 | サザエさん                 | フジテレビ |
| 21   | 20.8%  | 12月12日 18:30-19:00 | サザエさん                 | フジテレビ |
| 22   | 20.7%  | 10月10日 18:30-19:00 | サザエさん                 | フジテレビ |
| 23   | 20.6%  | 1月24日 18:30-19:00  | サザエさん                 | フジテレビ |
| 24   | 20.0%  | 3月28日 18:00-19:00  | サザエさん春休みスペシャル | フジテレビ |

## 報道・情報番組

### 終了番組

#### 3月終了
行政刷新会議による「事業仕分け」の方針で、内閣府提供の政府広報番組の全てが2009年度で終了となった。
- 7日 - オルガタウン（熊本朝日放送）
- 12日 - プライムH（NHK札幌放送局）
- 19日
  - 生活ほっとモーニング（NHK総合）
  - ニョッキン7（岡山放送）
  - 健康トリプルアンサー（BS-TBS）
- 24日 - Hana*テレビ（北海道放送）
- 26日
  - NHKニュース（8:30 - 8:35）[注 31]（NHK総合）
  - きょうのニュース&スポーツ（NHK総合）
  - まるごとニュース北海道（NHK札幌放送局）
  - ご存じですか（日本テレビ）
  - おもいッきりDON!（日本テレビ）
  - NNN Newsリアルタイム（日本テレビ）
  - 中京テレビNewsリアルタイム（中京テレビ）
  - NEWSリアルタイムミヤギ（ミヤギテレビ）
  - Newsリアルタイムあきた（秋田放送）
  - YBC Newsリアルタイム（山形放送）
  - KNB Newsリアルタイム（北日本放送）
  - NewsリアルタイムSHIZUOKA（静岡第一テレビ）
  - Newsリアルタイム日本海（日本海テレビ）
  - Newsリアルタイムやまぐち（山口放送）
  - RNC Newsリアルタイム（西日本放送）
  - MENTAI NEWS FUKUOKA（福岡放送）
  - NNN Newsリアルタイム（長崎国際テレビ）
  - テレビタミンNEWS（くまもと県民テレビ）
  - KYT Newsリアルタイム（鹿児島読売テレビ）
  - おじゃまっテレ（福井放送）
  - あさ6・30（四国放送）
  - おはようとくしま（四国放送）
  - バンバンバン（毎日放送）
  - イブニングワイド（TBS）
  - 総力報道!THE NEWS（TBS）[68]
  - 総力報道!THE NEWS HBC（北海道放送）
  - 総力報道!THE NEWS TBC（東北放送）
  - THE NEWS-f（テレビユー福島）
  - 総力報道!THE NEWS SBC（信越放送）
  - THE NEWS 新潟（新潟放送）
  - チューリップワイド THE NEWS（チューリップテレビ）
  - 総力報道!THE NEWS MRO（北陸放送）
  - 総力報道!OBS THE NEWS（大分放送）
  - MRT THE NEWS（宮崎放送）
  - もんすけチャンネル 金曜BAN!（北海道放送）
  - スパイスTV どーも☆キニナル!（フジテレビ）
  - キク!みる!（フジテレビ）※関西テレビでは4月1日終了
  - ゆうゆう金曜日（北海道文化放送）
  - 遊びなDJ（テレビ北海道)
  - 週刊!しっかり見ナイト（BS朝日）
  - 峰竜太のナッ得!ニッポン（BS朝日）
- 27日
  - NNN Newsリアルタイム・サタデー（日本テレビ）
  - 地球まるごとTV（テレビ朝日）
  - もらえるテレビ!（テレビ朝日）
  - スポっちゅTV（テレビ新広島）
  - 中西哲生のJust Japan（独立U局）[注 32]
  - スキップ（北海道テレビ放送）
  - 賢者の選択（BS朝日、サンテレビジョン）
  - マーケットウィナーズ（BSジャパン）
- 28日
  - 新ニッポン探検隊!（日本テレビ）
  - そこが聞きたい!ニッポンの明日（フジテレビ）
  - 情報エンタメLIVE ジャーナる!（フジテレビ・関西テレビ）
  - サンデープロジェクト（テレビ朝日・ABC共同制作）
  - 夢追うチカラ 〜JAPAN DREAM〜（テレビ朝日）
  - カツケン 勝間経済研究所（BSジャパン）
  - 菅生新のビジネスハンター（BSジャパン）

#### 4月 - 8月終了
- 4月2日
  - 朝生とちぎ（とちぎテレビ）
  - ぎふチャンワイド タワー43（岐阜放送）
- 4月30日 - 堂々現役〜巨匠からのメッセージ（BSフジ）
- 6月14日 - FOXプレミア（BS11）
- 8月30日 - 恐縮です!梨元勝です（BSイレブン）本人死去にともなう打ち切り

#### 9月 - 10月終了
- 9月17日 - 金曜プリティ（TBS）
- 9月19日 - 地球同時多発情報SHOW 革命×テレビ（TBS）
- 9月24日
  - えなりかずき!そらナビ（中部日本放送）
  - 週刊プラチケ!（関西テレビ）
- 9月25日
  - スーパーサタデー（東海テレビ）
  - 発見!わくわくMY TOWN（東海テレビ）
  - 医進薬新 夢のメディ神殿（BS日テレ）
- 9月26日 - ようこそ千葉〜おもてなしの心〜（フジテレビ）
- 10月1日
  - やじうまプラス（テレビ朝日）[19]
  - あら簡単!世界レシピ（テレビ東京）
- 10月3日 - PRIME NEWS Weekend（BSフジ）

#### 12月終了
- 19日 - 週刊こどもニュース（NHK総合）
- 25日
  - 使える!アイデアハウス（テレビ朝日）
  - ほんわかどようび（北海道テレビ放送）
- 30日 - CINE・CINE団（フジテレビ）

### 開始番組

#### 1月 - 2月開始
- 1月10日 - ハリオ ア・レンジ レシピ（BS朝日）
- 1月14日 - エンタメ!（TBS）
- 1月30日 - New Scandinavian Cooking（BSフジ）日本放送開始
- 2月1日 - FOXプレミア（BS11）枠開始

#### 3月開始
- 1日 - おぉ!信州人（長野朝日放送）
- 7日 - メシバナ。（TBS）
- 28日 - NEWS サンデー・スコープ（BS-TBS）
- 29日
  - あさイチ（NHK総合）[70]
  - Bizスポ（NHK総合）[71]
  - ギフト〜E名言の世界〜（NHK教育）[72]
  - ネットワークニュース北海道（NHK札幌放送局）
  - ニュース富山人（NHK富山放送局）
  - かがのとイブニング（NHK金沢放送局）
  - 情報維新!やまぐち（NHK山口放送局）
  - ゆう6かがわ（NHK高松放送局）
  - いっちゃがゴールド（NHK宮崎放送局）改題
  - PON! （日本テレビ）
  - DON! （日本テレビ）
  - news every. （日本テレビ）
  - ミヤギnews every. （ミヤギテレビ）
  - ABS news every. （秋田放送）
  - YBC news every. （山形放送）
  - news every.しずおか（静岡第一テレビ）
  - KNB news every. （北日本放送）
  - おじゃまっテレ ワイド&ニュース（福井放送）
  - news every. 中京テレビローカルパート（中京テレビ）
  - ニュースevery日本海（日本海テレビ）
  - スクープアップやまぐち（山口放送）
  - RNC news every. （西日本放送）
  - News f （福岡放送）
  - news every. （長崎国際テレビ）
  - テレビタミンNEWS every. （くまもと県民テレビ）
  - KYT news every.（鹿児島読売テレビ）
  - 朝生ワイド す・またん! （読売テレビ）
  - 930プラス（静岡第一テレビ）
  - おはようとくしま プラス（四国放送）改題・リニューアル
  - Nスタ（TBS）
  - NEWS1（北海道放送）
  - Nスタみやぎ（東北放送）
  - TUF NEWS LIVE スイッチ! （テレビユー福島）
  - Nスタ新潟（新潟放送）
  - 情報ロック レオスタ（北陸放送）
  - チューリップテレビ ニュース6 （チューリップテレビ）
  - OBSイブニングニュース（大分放送）
  - MRTニュース Next（宮崎放送）
  - NEWS23X（TBS）リニューアル開始
  - グッチーの 今日ドキッ! （北海道放送）
  - 知りたがり! （フジテレビ）
  - デジケン（テレビ東京）
  - NEWSチバ（千葉テレビ放送）
- 30日 - 地デジカTV（フジテレビ）

#### 4月開始
- 1日
  - 歌うコンシェルジュ（NHK総合）
  - DJモノフェスタ（フジテレビ）
  - 小林麻耶の本に会いたい（BSジャパン）[73]
  - せとうちパレット930（テレビせとうち）
- 2日
  - ろーかる直送便（NHK総合）[72]
  - Bizスポワイド（NHK総合）開始[71]
  - 北スペシャル（NHK札幌放送局、NHK北海道）
  - 東京サーチ（フジテレビ）
  - 金曜なう（北海道文化放送）
  - ヤンガンTV（エンタ!371）
  - キッズステーション情報バラエティ「みてミル?」(キッズステーション)
- 3日
  - 目撃!日本列島（NHK総合）[72]
  - モバイル週間ニュース（NHKワンセグ2）[71]
  - 石川アーカイブス（NHK金沢放送局）[74]
  - 報道特集（TBS）再改題
  - 使える!アイデアハウス（テレビ朝日）
  - news every.サタデー（日本テレビ）
  - よしもと!Shall We ショッピング（BS-TBS）
  - 激論!クロスファイア（BS朝日）[75]
  - ほんわかどようび（北海道テレビ）
  - 熱血BO-SO TV（千葉テレビ放送）
- 4日
  - ようこそ千葉〜おもてなしの心〜（フジテレビ）
  - エンタフル!（フジテレビ）
  - 理想の星〜クルマノキセキ〜（フジテレビ）
  - サンデー・フロントライン（テレビ朝日）
  - らっぴぃ通信（テレビ北海道）
  - 陰山英男の子育て家庭塾（BS日テレ）
  - TurningPoint賢者の選択 (BS-TBS、日経CNBC)改題
- 5日
  - NEWSとちぎの朝（とちぎテレビ）
  - ぎふチャンNEWS FIVE（岐阜放送）
  - ぎふチャン情報FRESH!（岐阜放送）
  - ランキンくえすと（関西テレビ）[76]
  - 韓ラブ（BS11）
- 6日 - ブランディア うれしいことふやそう!（日本海テレビ）
- 7日 - ツボ娘（TBS）
- 8日
  - CINE・CINE団（フジテレビ）
  - いつも、ロハス日和〜懐かしい未来への旅〜（BS朝日）[75]
  - にっぽん今昔道 〜江原啓之のちょっと道草〜（BS朝日）[75]
- 9日
  - しこく8（NHK松山放送局）
  - あら簡単!世界レシピ（テレビ東京）
  - ランキンLand!（中国放送）[77]
  - よい国のニュース（BS日テレ）
- 10日 - 地デジ100%（北海道文化放送）
- 11日 - ファイブチャンネル（熊本朝日放送）
- 16日 - 北海道プラス（NHK札幌放送局、NHK北海道ネットワーク）
- 18日
  - Mr.サンデー（フジテレビ・関西テレビ）
  - デジタルGO!5!STV（札幌テレビ放送）
- 19日 - あした!こうなるテレビ(フジテレビ)
- 20日 - ナニキル?天気予報（TBS）
- 23日 - ナゴヤ発ネクストジェネレーションワイド 来る来るミラクル（中部日本放送）
- 25日 - デキビジ（BSジャパン）[73]
- 26日 - アナ・リスト（テレビ朝日）

#### 5月 - 9月開始
- 5月2日 - 東京エンカウント（AT-X）
- 5月11日 - ぞっこん!ほっかいどう 情熱市場（札幌テレビ）
- 5月14日 - 金曜プリティ（TBS）
- 5月20日 - 豆ごはん。（RKB毎日放送）
- 5月30日 - 地球同時多発情報SHOW 革命×テレビ（TBS）
- 6月28日 - 3時のつボッ!（テレビ愛知）
- 7月3日 - スクールステーション〜学校の殿堂〜（BS朝日）レギュラー化
- 7月4日 - マネーの辞典（テレビ東京）
- 7月9日 - ショッピングなう(テレビ朝日)
- 8月30日 - iCon（日本テレビ）
- 9月24日 - わかやま新フード記（テレビ和歌山）
- 9月26日 - 最先端IT情報SHOW 革命×テレビ（TBS）改題
- 9月27日 - スタイルアップ（NHK教育）

#### 10月開始
- 1日 - ぎふチャンNEWS サイマル（岐阜放送）
- 2日
  - 解決!!くらしアンサーズ（テレビ埼玉）
  - 週末ココいこっ!おっ!サンなび（サンテレビ）
  - non-no TV（BS-TBS）
- 3日
  - 千葉の贈り物〜まごころ配達人〜（フジテレビ）※改題
  - 1Hセンス（フジテレビ）
  - 全開!女子力!!（千葉テレビ）
  - はばたく紀の国～教育は今～（テレビ和歌山）
  - Brilla.TV（BSジャパン）
- 4日
  - やじうまテレビ!（テレビ朝日）
  - 7スタBratch!（テレビ東京）
  - MADE IN BS JAPAN（BSジャパン）
- 5日 - 徳光和夫のトクセンお宝映像!（BS日テレ）
- 7日
  - 男たちのクレド（テレビ東京）
  - 発見!日本の旅ウォーク（BSフジ）
- 9日
  - LEE Style（BS-TBS）
  - WBS Weekend（BSジャパン）
- 10日
  - 吉澤ひとみの「トレンド+よっすぃーナビ」（BS日テレ）
  - いま世界は（BS朝日）[78]
- 12日 - どっキング!!!（関西テレビ）[79]
- 16日
  - モアプラス（日本テレビ）
  - ハピキッズ!USJ（テレビ大阪）
- 22日 - 芸能潮流 エンタメ侍（TVQ九州放送）[80]
- 29日 - まるかじり!アジアン食堂（NHK大阪放送局）

### 再開番組
- 3月29日 - SBCニュースワイド（信越放送）第2期
- 4月3日 - 10月2日、やじうまサタデー（テレビ朝日）第2期[8][19]
- 10月1日 - 必見!就活リサーチ（BS-TBS）

### 期間限定番組
- 1月4日 - 7月26日、bijin-tokei×ABC（朝日放送）
- 1月10日 - 3月28日、大人の習い事・斉藤研一のワイン入門（BSジャパン）
- 1月26日 - 6月26日、三井住友アセットマネジメント CLUB104(BS朝日)
- 3月1日 - 4月26日 / 5月16日、SAPPORO COLLECTION TV(北海道文化放送)
- 3月6日、3月13日、3月20日、3月27日 - アニメの中の人（BS11）
- 3月7日、3月14日、3月21日、3月28日 - 赤ちゃんの気持ちで考えよう!（北海道テレビ放送）[81]
- 4月5日 - 2011年3月26日、リトル・チャロ2（NHK教育ほか）再開
- 4月4日 - 6月20日 / 10月3日、10月10日 - ハーバード白熱教室（NHK教育）
- 4月4日 - 6月27日、大人の習い事・デジカメ散歩（BSジャパン）
- 4月7日 - 6月30日、ゆきっちFC〜日本サッカー応援宣言〜（テレビ朝日）
- 4月9日 - 5月14日、DLE HOUR KIRA KIRA JAPON シーズン2(BS11)
- 4月16日 - 6月25日、アイコレJ(BSジャパン)
- 6月4日 - 教えて!わたしの保険（札幌テレビ放送）
- 7月2日 - 12月26日、マネーの辞典（テレビ東京）
- 7月4日 - 9月26日、恋するソウル〜Love Seoul〜（テレビ東京）
- 7月6日 - 12月14日、出動!バンジーP（メ〜テレ）
- 8月20日 - 9月24日、DLE HOUR asianbeat presents KIRA KIRA ASIA（BS11）
- 10月2日 - 12月25日、culture:japan（TOKYO MX）
- 10月3日 - 12月19日、教えて!みんなのギモン 大阪府議会“なう”（関西テレビ）
- 10月6日 - 12月29日、マダムシンコのスイーツドリーマー（TOKYO MX）
- 10月6日 - 2011年1月5日、Culture Journal（日本テレビ）
- 10月16日 - 12月18日、大人の習い事・嵐山書庵（BSジャパン）
- 12月5日 - 2011年3月27日、リアルのバメン（テレビ東京）
- 12月12日 - 2011年1月16日、カンシャイジン 〜関西の偉人に感謝!〜（毎日放送）

## 教養・ドキュメンタリー番組

### 終了番組
1月
- 17日 - sweets&sweets（テレビ北海道）

2月
- 15日 - 素顔のハワイオアフ（BS-TBS）

3月
- 8日 - 報道発 ドキュメンタリ宣言（テレビ朝日）ゴールデンタイム撤退[7][82]
- 17日
  - わたしが子どもだったころ（NHK）
  - 北海道〜旅の悠休日（BSフジ）
- 18日 - BSおかあさんといっしょ（NHK BS2）
- 23日
  - プロフェッショナル 仕事の流儀（NHK総合）
  - おふろダイアリー（フジテレビ）
  - 発信!北プロジェクト（北海道放送）
- 24日 
  - おしゃれ工房（NHK教育）
  - ディア北海道!（北海道放送）
- 25日
  - 趣味悠々（NHK教育）
  - ストレッチマン2（NHK教育）
  - ガーデニングライフ（NHK BShi）
  - Hotels（フジテレビ）
  - メヂカラ（TBS）
  - 山本耕史“スイートJAM”（BSジャパン）
- 26日 - 天才てれびくんMAX ビットワールド（NHK教育）
- 27日
  - 熱中時間（NHK）
  - キレイのタネ(フジテレビ)
  - こうちゃんの簡単HAPPYレシピ（BS日テレ）
  - 北海道風と緑の食卓（BS朝日）
  - 京都・食の歳時記（BSフジ）
  - 阿川ごはん（BSフジ）
  - にっぽん駅弁列島（BSジャパン）
- 28日
  - ハイビジョンスーパーゴルフ（NHK BShi）
  - 地球号食堂〜エコめし宣言（テレビ朝日）
  - ワンステップ!（TBS）
  - DREAMS OF OBAMA 〜オバマの夢〜（BS朝日）
- 31日 
  - のりスタ100%（テレビ東京）
  - 世界銘酒紀行（BS11）

4月
- 4日 - ヨーロッパ水紀行III（BS日テレ）

6月
- 26日
  - NY act(フジテレビ)
  - カレッジ・ビレッジ（BS朝日）

8月
- 11日 - 世界の建築を巡る!（BSジャパン）
- 13日 - フランス ワイン紀行(BS日テレ)

9月
- 16日 - 経済ドキュメンタリードラマ ルビコンの決断（テレビ東京）
- 24日 - 東京サーチ（フジテレビ）
- 25日 - 夢のチカラ (日本テレビ)
- 26日
  - GLOBE 突破する力（テレビ朝日）
  - Love Baystars(TBS)
  - 理想の星〜クルマノキセキ〜（フジテレビ）
  - ようこそ千葉〜おもてなしの心〜（フジテレビ）
- 30日 - Disney Time 木曜版（テレビ東京）

10月
- 2日 - Modern Design Museum TV（BSフジ）

12月
- 25日 - S THE STORIES（テレビ朝日）

### 開始番組

#### 1月 - 3月開始
- 1月8日 - 宿手紙 やどだより（BS朝日）
- 1月30日 - ニュースカンジナビアンクッキング（BSフジ）
- 3月28日 - 発掘・新ニッポン旅の地図帳（BS-TBS）
- 3月29日
  - チャレンジ!ホビー（NHK教育）
  - 総合診療医ドクターG（NHK BShi・BS2）[71][注 33]
- 3月30日 - きれいの魔法（NHK教育）
- 3月31日 
  - すてきにハンドメイド（NHK教育）
  - 大科学実験（NHK教育）
  - いのちドラマチック(NHK BShi・BS2)[71]

#### 4月開始
- 1日
  - 直伝 和の極意 (NHK教育)
  - プラネットベービーズ(NHK BShi・BS2)[71]
  - Sweets&Bread（食と旅のフーディーズTV）
- 2日 - ビットワールド（NHK教育）改題リニューアル
- 3日
  - LIFE〜夢のカタチ〜（朝日放送）
  - 報道発 ドキュメンタリ宣言（テレビ朝日）枠移動[82]
  - 池上彰の20世紀を見にいく（BSジャパン）[73]
  - 関口知宏のOnly1（NHKBS1）
  - 夢のチカラ（日本テレビ）
- 4日
  - みいつけた!さん（NHK教育）※毎月最終日曜日は除く。
  - 地球ドキュメントミッション(NHK BShi)[83]
  - journeys in Japan（NHK BS1）[71]
  - 森村誠一 謎の奥の細道をたどる（BSジャパン）[73]
  - TurningPoint賢者の選択 (BS-TBS、日経CNBC) 改題
  - コクーンの作り手たち(BSジャパン)[73]
  - 世界絶景シリーズ（BSジャパン）[73]
- 5日 - デイリーキッチン（TOKYO MX）
- 6日
  - ストレッチマン・ハイパー（NHK教育）改題リニューアル[72]
  - ぶらぶら美術・博物館（BS日テレ）
  - 街道発見〜タイヤ・フロンティア〜（BS-TBS）
- 7日
  - のりスタピッピー!（テレビ東京）改題リニューアル
  - 森のささやき（フジテレビ）
  - ゆらり散歩世界の街角(BS-TBS)
- 8日
  - キセカエ(テレビ朝日)
  - いつも、ロハス日和 懐かしい未来への旅 (BS朝日)
  - にっぽん今昔道 〜江原啓之のちょっと道草〜（BS朝日）
  - いにしへ日和（BS朝日）
- 9日 - 地球VOCE（テレビ東京）
- 10日 - アニマルプラネットの世界（BSフジ）
- 11日
  - ブランドストーリー〜悠久への誘い〜（BS日テレ）
  - ディスカバリーチャンネル・セレクション（BSフジ）
- 18日 - 中小企業の底ヂカラ（TOKYO MX）
- 22日 - THE CHAMPION（TBS）

#### 5月 - 6月開始
- 5月3日 - 伊達な旅紀行〜いいトコ!みやぎ（BS-TBS）
- 5月7日 - インタビュードキュメント『その時、私は』（BSフジ）
- 5月30日 - あつまれ!ワンワンわんだーらんど（NHK教育）※毎月最終日曜日。
- 6月17日 - ECO STYLE 2010（BSフジ）
- 6月29日 - Dream in My Pocket〜自分磨きの美しい法則〜（BS朝日）

#### 7月開始
- 3日
  - 元気な明日〜医療と介護の最新情報〜（BS日テレ）
  - 鉄道写真物語〜1枚にかける旅〜（TwellV）
- 4日
  - 恋するソウル（テレビ東京）
  - 大学を知ろう〜知の道しるべ（BS日テレ）
  - 文化遺産の旅（BS朝日）
  - がん最前線 キャンサーボードTV（BS朝日）
- 7日 -  ナルハヤ!（毎日放送）
- 8日 - 今、日本を最も面白くする企業家たち（BSジャパン）

#### 10月開始
- 2日
  - 男前列伝〜オトコが惚れる表現者の物語〜（NHKBShi）※BS2では10月4日放送開始。
  - 資格図鑑（朝日放送）
- 4日
  - 美女動画（北海道テレビ放送）
  - 登る女（BS日テレ）
- 6日
  - スイーツドリーマー（TOKYO MX）
  - 鉄道百景 日本鉄道こころの旅（BS-TBS）
- 7日 - 目からウロコの骨董塾（BSジャパン）
- 8日
  - BS朝日開局10周年記念企画 坂東三津五郎がいく日本の城ミステリー紀行（BS朝日）[78]
  - 日本人こころの巡礼〜仏像の祈り〜（BSフジ）
  - 百名山温泉紀行（BSフジ）
- 9日 - 和菓子で巡る京の四季（BSフジ）

### 期間限定番組
- 1月5日 - 3月23日、発信!北プロジェクト(北海道放送)
- 1月6日 - 3月31日、仏像大好。(BSイレブン)
- 1月9日 - 6月26日、自転車専科〜Cyclish style〜（BSフジ）
- 1月10日 - 6月27日、ネクストウェーブ 一柳良雄の心粋（BSフジ）
- 1月12日 - 3月23日、カンテツな女（NHK総合EYES）レギュラー放送開始
- 1月21日 - 6月3日、わたしの大人流儀〜人生を楽しむための、新しいYES.〜 (BSジャパン)
- 3月1日 - 4月30日、平城京遷都1300年関連特集 45日間奈良時代一周(NHK BS2)[84]
- 3月4日 - REAL NBA（BS-TBS）
- 3月8日 - 8月7日、ヨガ大事典2（BS日テレ）
- 3月16日 - 3月20日、新日本風土記（NHK BShi）[85]
- 3月29日 - 7月26日、こころの遺伝子 〜あなたがいたから〜（NHK総合）[71]
- 3月30日 - 2011年3月22日、中高年のためのらくらくパソコン塾（NHK教育）
- 4月3日 - 7月3日、アウトドア・ルーム（BSジャパン）[73]
- 4月4日 - 6月20日、ハーバード白熱教室（NHK教育）
- 4月5日 - 9月27日、情熱の系譜（テレビ東京）
- 4月6日 - 6月29日、GA Models 〜セルフポートレート〜（フジテレビ）
- 4月7日 - 6月2日、 鉄道百景 乗りつくし鉄道の旅（BS-TBS）
- 4月8日 - 9月26日、7days,backpacker〜今しかできない旅がある〜（BSジャパン）[73]
- 4月9日 - 6月25日、東京女子図鑑（TBS）
- 4月16日 - 6月25日、アイコレJ(BSジャパン)
- 6月9日 - 9月29日、鉄道百景 路面電車の走る街（BS-TBS）
- 6月15日 - 8月31日、週刊トライ!NAVI（北海道放送）[86]
- 7月3日 - 7月31日、素晴らしきみつばちハッチの世界〜知って得するみつばちトリビア〜(TBSテレビ)[87]
- 7月4日 - 9月26日、南極日和（テレビ朝日）[88]
- 7月10日 - 8月7日、〜DISCOVER YOUR SUMMER〜 りさの花園リポート（札幌テレビ放送）
- 7月3日 - 9月25日
  - Turn to the DREAM(フジテレビ)
  - 碧い楽園 徳島（BSフジ）
- 7月6日 - 9月21日、柔人十色（フジテレビ）
- 7月7日 - 2011年2月3日、世界の建築を巡る!〜人類は何を造ってきたのか(BSジャパン)
- 7月19日 - 9月27日、名将の采配 第2期（NHK総合）
- 10月1日 - 2011年3月25日、ミルク チャポン〜みんなのMILK JAPAN〜(TBS)
- 10月2日 - 12月25日
  - ミューズの微笑み（NHK教育）
  - 美しき躍動。（日本テレビ）
- 10月4日 - 12月27日、世界の一皿（テレビ東京）
- 10月19日 - 2011年3月1日、 解禁!(秘)ストーリー 〜知られざる真実〜（TBS）
- 10月19日 - 2011年3月8日、女神のキセキ（テレビ東京）
- 10月23日 - 12月25日、On/Offの秘密（日本テレビ）[89]
- 10月31日 - 12月26日、@Heart(TBS)
- 11月3日 - タヒチへの旅（TBS）
- 11月21日 - 2011年2月20日、白熱教室JAPAN（NHK教育）

### 再開番組
- 10月18日 - プロフェッショナル 仕事の流儀（NHK総合）

## スポーツ番組

### 終了番組
1月
- 7日 - 俺達の箱根駅伝（BS日テレ）

3月
- 17日 - じゃんが×2スタジアム〜ひろしまスポーツ応援団〜（中国放送）
- 21日 - ジャンクSPORTS（フジテレビ）レギュラー放送終了、以後は単発特番として放送
- 23日 - スワローズCafe（フジテレビ）
- 26日 -  とべとべHAWKS（テレビ西日本）レギュラー放送終了（27日に最終回SP放送）
- 27日
  - S☆1・スパサカ（TBS）
  - スポっちゅTV（テレビ新広島）
- 28日
  - ハイビジョンスーパーゴルフ（NHKBShi）
  - 江川・堀尾のSUPERうるぐす（日本テレビ）
  - 浅田真央 ドリーム・ラボ（TBS）
  - 夢追うチカラ 〜JAPAN DREAM〜（テレビ朝日）
  - S☆1・J-SPO（TBS）
  - 激走!GT（テレビ東京）レギュラー放送終了

5月
- 23日 - 速報!スポーツLIVE（テレビ朝日）

9月
- 26日 - Love Baystars（TBS）

12月
- 26日
  - 中央競馬ワイド中継（千葉テレビ放送 / 関東独立UHF5局）
  - KEIBAワンダーランド（KBS京都）
  - 中央競馬ハイライト（千葉テレビ放送 / 関東独立UHF5局）

### 開始番組
1月
- 10日
  - 競馬beat（関西テレビ・東海テレビ制作、フジネットワーク西日本地区ネット）
  - みんなのKEIBA（フジテレビ制作、フジネットワーク東北日本地区・沖縄テレビネット）[注 34]
  - 北島康介TV（BS日テレ）

3月
- 6日 - 杉山愛テニスレッスン Ai's Academy （WOWOW）

4月
- 2日
  - Going!Sports&News（日本テレビ）
  - SUPER SOCCER〜あしたのJ〜（TBS）改題
- 3日 - S☆1（TBS）リニューアル開始
- 4日
  - スワローズキッズアカデミー（フジテレビ）
  - 石川遼スペシャル RESPECT 〜ゴルフを愛する人々へ〜（テレビ東京）
  - GOLF・ダ・ヴィンチ 〜誰も知らなかったレッスン（BSジャパン）[73]

10月
- 1日 - Go!ハピネッツ〜秋田バスケ応援宣言〜（秋田朝日放送）
- 7日 - サッカーTV プレミアム（BSジャパン）
- 9日 - pluspo（東海テレビ）
- 29日 - 日清オイリオPresentsアスリートのチカラ 〜one secret piece〜（BSフジ）[90]

### 再開番組
- 3月20日 - 虎バン（朝日放送）レギュラー放送再開
- 9月17日 - NFL倶楽部(日テレ)期間限定再開
- 10月8日 - 2011年4月 - 熱血!タイガース党（サンテレビ）

### 期間限定番組
- 2009年10月3日 - 2010年3月27日 - 真冬の挑戦者〜バンクーバーへの道〜（BS-TBS）
- 2月3日 - 3月24日、Jリーグストーリー 蹴者のHEART（TBS）
- 4月4日 - 6月27日、JAPAN PRIDE 〜W杯へ〜（テレビ朝日）
- 4月4日 - 9月26日、GOLF・ダ・ヴィンチ〜誰も知らなかったレッスン 〜（BSジャパン）
- 7月3日 - 9月25日、マイフェア馬ダム（BS-TBS）
- 7月11日 - 9月26日、大人の習い事・ガールズ☆ゴルフ（BSジャパン）
- 10月2日 - 12月25日、 フィギュアの美（フジテレビ）

## バラエティ番組

### 終了番組

#### 1月 - 2月終了
- 1月1日 - 新春かくし芸大会（フジテレビ）[1]
- 1月10日 - BACK STAGE PASS 〜SAPPORO〜（北海道放送）
- 1月29日 - 芸能界鉄道研究会 鉄研（中京テレビ）
- 1月30日 - プライスバラエティ ナンボDEなんぼ（関西テレビ）
- 2月2日 - ウドで訊く!〜遠隔操作トークバラエティー〜（TwellV）
- 2月5日 - ザ☆ネットスター!（NHKBS2）
- 2月23日 - のんのん。（北海道放送）

#### 3月終了
- 3日 - 今すぐ使える豆知識 クイズ雑学王（テレビ朝日）ゴールデンタイム撤退[7]
- 12日
  - 三枝一座がやってきた!（NHKBS2）
  - デジタル・スタジアム（NHKBS2）
  - SUPER SURPRISE（日本テレビ、水曜分のみ読売テレビが制作）
- 16日 - チュー'sDAYコミックス 侍チュート!（毎日放送）
- 17日 - Goroプレゼンツ マイ・フェア・レディ（TBS）
- 18日
  - ウンナン極限ネタバトル! ザ・イロモネア 笑わせたら100万円（TBS）レギュラー放送終了、以後は単発特番として継続[91]
  - Take Me Out（TBS）
- 19日
  - VivaVivaV6（フジテレビ）
  - キャンパスナイトフジ（フジテレビ）[92]
  - BS熱中夜話（NHKBS2）
  - 炎上base（関西テレビ）
  - 夜型人間(テレビ新広島)
  - まる生プレゼンツ 夜のチヨパン!（フジテレビONE）第1シーズン
- 20日
  - エンタの神様（日本テレビ）レギュラー放送終了
  - キズナ食堂（TBS）
  - チョナン・カン2（フジテレビ）
- 22日
  - 嵐の宿題くん（日本テレビ）
  - ザ・逆流リサーチャーズ（テレビ東京）
  - フェイス（RKB毎日放送）
- 23日
  - 99プラス（日本テレビ）
  - タイノッチ（TBS）
  - ホリさまぁ〜ず（TBS）毎年の後継番組への引継ぎによる終了
  - ヨハネの洗礼（TBS）
- 24日 - カートゥンKAT-TUN（日本テレビ）
- 25日 
  - 美女放談（テレビ東京）
  - 鷹なり天国（千葉テレビ放送）終了
- 26日
  - 難問解決!ご近所の底力（NHK総合）
  - 爆笑オンエアバトル（NHK総合）
  - いっちゃがTV（NHK宮崎放送局）
  - ペット大集合!ポチたま（テレビ東京）[93]
  - 勝利の女神5（千葉テレビ放送）
- 27日
  - 双方向クイズ にっぽん力（NHKBS2、BShi）
  - トミーズのはらぺこキッチン 極（関西テレビ）
  - Anime-TV（tvk）撤退
  - 激モテ!セブンティーン学園（BS-TBS）
  - 必見!就活リサーチ（BS-TBS）
- 28日
  - にっぽん力検定（NHKBShi）
  - にっぽん菜発見 そうだ、自然に帰ろう（朝日放送）
  - 日曜笑劇場「爆笑!ふれあいコメディ こちらかきくけ公園前」（朝日放送）[94]
  - ネクストプリンセス（テレビ東京）
  - 田舎に泊まろう!（テレビ東京）レギュラー放送終了、以後は単発特番として継続[10]
- 30日
  - 素晴らしい世界（北海道テレビ放送）
- 31日
  - 24CH△NNEL（テレビ朝日）無期限休止
  - 関パニ（テレビ朝日）発展解消
  - おねだり!!マスカット（テレビ大阪）

#### 4月 - 7月終了
- 4月16日 - エンタ!SELECTION （エンタ!371）
- 6月15日 - 愛のお悩み解決!シアワセ結婚相談所（日本テレビ）
- 6月26日 - おつまみ亭 〜美人女将とほろ酔いロハストーク〜（BSジャパン）
- 7月25日 - オレたち!クイズMAN（TBS）

#### 8月終了
- 1日 - 爆笑レッドカーペット（フジテレビ）レギュラー放送終了、以後は単発特番として放送
- 5日 - ウンナンのラフな感じで。（TBS）
- 21日 - 熱血!ホンキ応援団（テレビ朝日）
- 23日 - 小熊のベア部屋（日本テレビ）
- 25日
  - 時短生活ガイドSHOW（TBS）
  - 世界笑える!ジャーナル（TBS）
- 27日 - 太田光の私が総理大臣になったら…秘書田中。（日本テレビ）レギュラー放送終了[95]

#### 9月終了
- 3日 - 寿命をのばすワザ百科（日本テレビ）レギュラー放送終了
- 4日 - ウェルカムTV（テレビ東京）
- 8日 - 爆笑レッドシアター（フジテレビ）レギュラー放送終了[96]
- 14日 - うわさ体感バラエティ くちこみっ（フジテレビ）
- 17日
  - 取材拒否の店（フジテレビ）
  - 世界を変える100人の日本人! JAPAN☆ALLSTARS（テレビ東京）
- 18日
  - なんで推理SHOW ハテナの出口（フジテレビ）
  - 平成教育学院☆放課後（BSフジ）
- 19日
  - エチカの鏡〜ココロにキクTV〜（フジテレビ）
  - 元気家族テレビ となりのマエストロ（毎日放送）
- 20日
  - お笑いさぁ〜ん（日本テレビ）
  - G.I.ゴロー（TBS）
- 21日 - ショーバト!（日本テレビ）レギュラー放送終了
- 22日
  - ジャック10（日本テレビ）
  - 爆!爆!爆笑問題（TBS）
  - フジ算（フジテレビ）
- 23日 - 新知識階級クマグス（TBS）
- 24日
  - CAPTAIN!TV（日本テレビ）
  - ホンネの殿堂!!紳助にはわかるまいっ（フジテレビ）
  - 恋するTV すごキュン（フジテレビ）
  - 全種類。（TBS）
  - ゼッタイジャルっ!（関西テレビ）
- 25日
  - アリケン（テレビ東京）
  - FUJIWARAのありがたいと思えッ!（テレビ東京）
- 26日 - ポケモン☆サンデー（テレビ東京）
- 28日 - 火曜エンタテイメント!（テレビ東京）
- 29日
  - マルさまぁ〜ず（TBS）
  - 極嬢ヂカラ（テレビ東京）
- 30日 - 恋するダーウィン〜美人進化論〜（日本テレビ）

#### 12月終了
- 21日 - よゐこ部（毎日放送）
- 22日 - ジャイケルマクソン（毎日放送）
- 25日 - 笑う妖精(テレビ朝日)
- 26日
  - M-1グランプリ（朝日放送）
  - 愛の修羅バラ!（読売テレビ・中京テレビ）

### 開始番組

#### 1月開始
- 1日 - 滝口ミラと森田涼花のホップクLOVE（エンタ!371）
- 3日 - 思い出さんぽ（エンタ!371）
- 6日
  - 極嬢ヂカラ（テレビ東京）レギュラー放送開始
  - 女子アナの深夜はおまかせ!（西日本放送）
- 9日
  - うまプロ!（フジテレビ）
  - 小山薫堂 東京会議（BSフジ）[97] 開始
- 10日 - 斉藤研一のワイン入門(BSジャパン)
- 12日 - たけしの健康エンターテインメント!みんなの家庭の医学（朝日放送）改題、内容リニューアル
- 14日 - ミリオンダイス（日本テレビ）レギュラー放送開始[注 35]
- 17日
  - キンシオ（テレビ神奈川）
  - wktk!中野腐女子シスターズ（エンタ!371）

#### 3月開始
- 29日
  - テストの花道（NHK教育）[98]※2月23日にパイロット版第0回
  - もしものシミュレーションバラエティー お試しかっ!（テレビ朝日）ゴールデン進出[7][82]
  - 有吉AKB共和国（TBS）
- 31日 - デジスタ・ティーンズ（NHK教育）[99]

#### 4月開始
- 1日
  - 新感覚ゲーム クエスタ（NHK総合）[71][100]
  - 深夜の癒し系バラエティ そこツボ!（千葉テレビ放送）
- 2日
  - オンバト+（NHK総合）改題[72]
  - イキだね!わたしの東京時間（NHK総合・首都圏）
  - 愛の劇場〜男と女はトメラレナイ〜(NHK教育)[72]
  - 熱中スタジアム(NHK BS2)[72] 複数番組を番組枠に統合
  - アナブロ（NHK北海道、NHK札幌放送局）
  - ウケウリ!!（日本テレビ）
  - 女神のやる気!（千葉テレビ放送）
  - 夜は美女バナ（サンテレビ）
  - BREAK SG（青森朝日放送）
  - 小町テレビ（日テレG+）
- 3日
  - 心ゆさぶれ!先輩ROCK YOU（日本テレビ）
  - ザ☆スター（NHK BS2）[72]※1月30日にパイロット版放送
  - 二木ゴルフPresentsニッキゴルフ（TOKYO MX）
  - AG学園 あに☆ぶん（tvk）
  - グリーンの教え（BS-TBS）
- 4日
  - みいつけた!さん(NHK教育)[72]
  - 冒険JAPAN! 関ジャニ∞MAP（朝日放送）
  - 日曜笑劇場全快はつらつコメディ お笑いドクター24時!!（朝日放送）[94]
  - Mi/Do/Ri〜緑遊のすすめ〜（NHK BS2）複数番組を番組枠に統合[72]
  - MAG・ネット〜マンガ・アニメ・ゲームのゲンバ〜(NHK BS2)複数番組を番組枠に統合[72]
- 5日
  - 雑学王（テレビ朝日）改題[7]
  - G・Iゴロー（TBS）
  - 芸人報道（日本テレビ）
  - 全種類。（TBS）
  - でらSKE（TBS）
  - アテンションプリーズ☆（テレビ神奈川）
  - きがきくキッチン（BSフジ）
  - アニメ乙女部（AT-X）
- 6日
  - うわさ体感バラエティ くちこみっ（フジテレビ）[101]
  - 戦国鍋TV 〜なんとなく歴史が学べる映像〜（テレビ神奈川）
  - だいすけ君が行く!!ポチたま新ペットの旅（BSジャパン・テレビ東京）[93]
  - つながりファンタジー いつも!ガリゲル（読売テレビ）
  - ホワイトボードTV陰（TOKYO MX）
- 7日
  - 爆!爆!爆笑問題（TBS）
  - マルさまぁ〜ず（TBS）
  - 学生才能発掘バラエティ 学生HEROES!（テレビ朝日）
  - ハミ出す才能教育バラエティ!! 小籔★スターリオン（朝日放送）
- 8日
  - コサキンDEラ゛ジオ゛!（BS朝日）[75]
  - オードリー春日のカスカスTV（テレ朝チャンネル）
- 9日
  - あいまいナ!（TBS）
  - IJP イジュウインパーク（TOKYO MX）
  - 1924（フジテレビ）
  - ピグスタTV（エンタ!371）
- 10日
  - 青山ワンセグ開発(NHKワンセグ2)[71]
  - 世間の裏側のぞき見バラエティ ウラマヨ!（関西テレビ）[76]
  - 飛び出せ!科学くん（TBS）ゴールデン進出
- 11日 - モヤモヤさまぁ〜ず2（テレビ東京）ゴールデン進出
- 12日
  - 不可思議探偵団（日本テレビ）レギュラー放送開始
  - お笑いさぁ〜ん（日本テレビ）
  - フジ算（フジテレビ）
  - 捨てる恋あれば拾う恋あり(フジテレビ)レギュラー放送開始※1月3日にパイロット版第0回
- 13日
  - 紳助社長のプロデュース大作戦!（TBS）[68]
  - ショーバト!（日本テレビ）レギュラー放送開始※1月9日にパイロット版第0回
  - 女子☆ブロ（テレビ東京）
- 14日
  - 志村軒（フジテレビ）改題
  - ジャック10（日本テレビ）
  - そうだったのか!池上彰の学べるニュース（テレビ朝日）[7]
- 15日
  - くだまき八兵衛（テレビ東京）
  - ちっぷいんBogey（北海道放送）
- 16日
  - がっちりアカデミー!!（TBS）[102]
  - 恋するTV すごキュン（フジテレビ）
  - ピラメキーノG（テレビ東京）[103]
  - ゼッタイジャルっ!（関西テレビ）[76]
- 17日
  - なんで推理SHOW ハテナの出口（フジテレビ）レギュラー放送開始
  - 雨上がり食楽部（関西テレビ）[76]
  - BRW2010 (エンタ!371)
- 18日 - デジタル★一番星～日本の技術は素晴らしい!（BS-TBS）[104]
- 20日 - 火曜サプライズ（日本テレビ）独立[注 35]
- 21日
  - 密室謎解きバラエティ 脱出ゲームDERO!（日本テレビ）正式レギュラー開始（1900枠）
  - 世界笑える!ジャーナル（TBS）[68]
- 22日 - ウンナンのラフな感じで。（TBS）
- 24日 - 嵐にしやがれ(日本テレビ)
- 25日 - 元就。（中国放送）[77]
- 26日 - メイドインカンサイ（関西テレビ）

#### 5月開始
- 4日 - さきっちょ☆（テレビ朝日）
- 9日 - 人志松本の○○な話（フジテレビ）ゴールデンタイム進出
- 11日 - ミリオンの扉（読売テレビ）
- 15日 - 〜あらゆる世界を見学せよ〜潜入!リアルスコープ（フジテレビ）

#### 6月開始
- 1日
  1. Pigooジェニックのお願い(PigooHD)
  2. みどころPigoo（PigooHD）
- 2日 - すっぽんの女たち（テレビ朝日）
- 7日 - 癒しマシーナ♪HAPPYうらない（フジテレビONE、フジテレビTWO）[105]
- 10日 - 恋するダーウィン〜美人進化論〜（日本テレビ）
- 11日 -  ぶっつけ!! 〜SKE48お笑いへの道〜（東海テレビ）
- 13日 - 枠アリ!（毎日放送）

#### 7月開始
- 4日
  - シルシルミシルさんデー（テレビ朝日）
  - D-BOYS BE AMBITIOUS（テレビ東京）[注 36]
  - 東京スカイ座 一朝一席（TOKYO MX）
  - ワケありバンジー（サンテレビジョン）
- 13日 - AKBと××!（読売テレビ）
- 14日 - RE-SIGHT（BS朝日）
- 18日 - 小中高一貫 ももえび学園（エンタ!371、PigooHD）

#### 8月開始
- 1日
  - クイズ☆タレント名鑑（TBS）レギュラー放送開始
  - SDN48+10!（エンタ!371、PigooHD）
- 2日 - モスクワの純真（エンタ!371、PigooHD）
- 4日 - ピグ☆1（エンタ!371、PigooHD）
- 17日 - JK21やねん（エンタ!371、PigooHD）
- 29日 - 特命レッドカーダ!（テレビ大阪）

#### 9月開始
- 11日 - スター姫さがし太郎（テレビ東京）
- 15日 - BOX TV (PigooHD)[107]

#### 10月開始
- 1日
  - キッチンが走る!（NHK総合）
  - アナどきっ!（日本テレビ）
  - ジャルやるっ!（関西テレビ）改題
  - おとなの子守唄（サンテレビ）
- 2日
  - きらめけ!夢のステージ!!わんだほキッズ（東海テレビ）
  - 河本感謝祭（サンテレビ）
- 3日 - ポケモンスマッシュ!（テレビ東京）改題
- 4日
  - ハケンOLは見た!（テレビ東京）
  - リュ・シウォンの味対味2（朝鮮語版）（BSジャパン）日本初放送
- 6日 - ana-ana girl's（中京テレビ）
- 9日 - 読モ!（日本テレビ）
- 11日
  - 東野・岡村の旅猿 プライベートでごめんなさい…（日本テレビ）レギュラー放送開始
  - レットわ〜く!（関西テレビ）
  - Go!Go!9nine（TOKYO MX）
- 12日
  - ギブアップ嬢（日本テレビ）レギュラー放送開始
  - ミッションV6（TBS）
  - ニッポン インポッシブル（フジテレビ）レギュラー放送開始
  - 極嬢ヂカラ PREMIUM（テレビ東京）枠移動、改題
- 13日
  - 新型学問 はまる!ツボ学（日本テレビ）
  - 激変!ミラクルチェンジ（TBS）レギュラー放送開始
  - おもろゲ動画SHOW 投稿!1000000000ビュー (TBS)
  - 有田とマツコと男と女（TBS）
  - お宝発信タワー DAI-NAMO（中部日本放送）
  - おねだりマスカットDX!（テレビ大阪）※改題
- 15日 - 金曜日のキセキ（フジテレビ）
- 16日
  - (株)世界衝撃映像社（フジテレビ）レギュラー放送開始
  - お願い!ランキングGOLD（テレビ朝日）
  - ピエール瀧のしょんないTV（静岡朝日テレビ）
- 17日 - EXILE魂（毎日放送・TBS）
- 19日 - ピカルの定理（フジテレビ）
- 20日 - 料理の怪人（テレビ東京）レギュラー放送開始
- 22日 - この日本人がスゴイらしい。 Brand New Japan（テレビ東京）改題
- 23日
  - アリなし〜アリケン★ゴールデンスタジアム〜（テレビ東京）改題
  - 板尾ロマン（テレビ東京）
- 25日 - ホメられてノビるくん（フジテレビ）[108]
- 26日 - ありえへん∞世界（テレビ東京）ゴールデンタイム進出
- 27日
  - 爆問パニックフェイス!（TBS）レギュラー放送開始
  - その顔が見てみたい（フジテレビ）[108]
- 29日 - スピンオフ!!（フジテレビ）[108]
- 30日
  - SEE EGGs（フジテレビ）
  - 333 トリオさん（テレビ朝日）

#### 11月開始
- 4日 - 夜遊び三姉妹（日本テレビ）レギュラー放送開始
- 10日 - くらべるくらべらー（毎日放送）
- 20日 - 奇跡ゲッター ブットバース!!（TBS）

### 期間限定番組
- 2009年12月19日 - 2010年2月6日、密室謎解きバラエティー 脱出ゲームDERO!（日本テレビ）※パイロット版
- 1月4日 - 3月22日、磁石のケータイハンター（テレビ神奈川 / 千葉テレビ放送）
- 1月5日 - 3月30日、落語者（テレビ朝日）
- 1月9日 - 3月27日、女優力（日本テレビ）
- 1月10日 - 3月28日、祝女〜shukujo〜（NHK総合）
- 1月15日 - 6月18日、驚きハッケン!スゴ知識TV!うんちくクン（日本テレビ）[注 35]
- 1月16日 - 3月27日、潜在異色〜人気芸人が初めて見せるヒミツの出し物（日本テレビ系）
- 1月23日 - 3月20日、100日劇場（日本テレビ）
- 2月19日 - 3月19日 - クチコミ戦隊つぶやくんジャー（日本テレビ）
- 3月29日 - 6月7日、タイムスクープハンター（NHK総合）[72]
- 3月29日 - 9月20日、総合診療医ドクターG（NHKBShi、BS2）※BS2は4月1日 - 9月23日
- 4月1日 - 9月30日、みんなでニホンGO!（NHK総合）
- 4月2日 - 9月24日、やりすぎ爆弾（テレビ東京）
- 4月3日 - 5月29日、6月19日、7月27日再開 - 1億3千万人のエピソードバラエティ コレってアリですか?（日本テレビ）レギュラー放送
- 4月3日 - 6月26日、小島×狩野×エスパー3P（TOKYO MX）
- 4月3日 - 9月11日、TKOの黒船☆ジャパン（テレビ神奈川）
- 4月4日 - 9月24日、ミスキャン.tv（TOKYO MX）
- 4月8日 - 9月16日、サラリーマンNEOSeason5（NHK総合）[72]
- 4月10日 - 6月26日、二匹目のどじょう(日本テレビ)
- 4月11日 - 7月18日、宮森セーラ育成委員会 けせらセーラ（BS11)
- 4月19日 - 8月30日、逆流!シラベルトラベル（テレビ東京）※改題、リニューアル
- 4月21日 - 10月6日、ちょいとマスカット!（テレビ大阪）※改題
- 5月6日 - 8月26日、恋のカイトウ!?トモコレ2世（TOKYO MX）
- 5月10日 - 6月18日、街道てくてく旅 熊野古道をゆく（NHKBS2、BS-hi）
- 5月13日 - 6月24日、ギリギリ超特Qハゲしい女神たち（テレビ埼玉）
- 6月5日 - 7月31日、芸能人住みこみバラエティー『ハダカっち』(日本テレビ)
- 6月15日 - 7月6日、稲川大百怪 噂の百物語（テレビ埼玉）
- 6月16日 - 8月26日、夜のお楽しみ（テレビ北海道）
- 7月3日 - 9月25日
  - インディ学院（日本テレビ）
  - 大久保×鳥居×ブリトニー3P（TOKYO MX）
  - 姫姫旅行 〜Princess×Princess to Lip〜（福島中央テレビ）
- 7月5日 - 7月29日、AKB600sec. (日本テレビ)
- 7月15日 - 9月23日、アルクメデス（NHK総合）[72]
- 7月25日 - 9月26日、週刊ゲーム番長（テレビ東京）
- 8月6日、8月20日、9月3日、9月17日 - ビキスポ!（MONDO21）[109]
- 8月12日 - 9月16日、笑撃!ワンフレーズ（TBS）ゴールデンタイム一時的進出&レギュラー放送[110]
- 8月14日 - 9月25日、イメ×ドキ（日本テレビ）レギュラー放送
- 10月4日 - 12月20日、方言彼女。（テレビ埼玉 / 東名阪ネット6）※放送日時は各局で異なる。
- 10月4日 - 2011年3月7日、 ドラクロワ（NHK総合）
- 10月6日 - 12月29日、カタリダス〜MAKE IT GREAT〜（TBS）
- 10月7日 - 12月23日、平成ノブシコブシのヨルオシ!（北海道テレビ放送）1stシーズン
- 10月9日 - 11月27日、シンガタ（日本テレビ）
- 10月9日 - 2011年1月22日、アイドルちん（日本テレビ）
- 10月11日 - 2011年1月1日、キングオブチェアー（TBS）
- 10月14日 - 2011年3月25日
  - 地球のしゃべり方（TBS）
  - 哀愁探偵1756（TBS）
- 10月18日 - 12月20日、JAPANロッケフェスティバル（フジテレビ）
- 10月18日 - 2011年3月、ヤマサキパン（フジテレビ）
- 10月19日 - 12月28日、GAME通信(TOKYO MX)
- 11月6日 - 2011年3月26日、青春!イモトの門（BSフジ）
- 12月2日 - 2011年1月27日、人間分類バラエティー THEカテゴライザー（日本テレビ）レギュラー放送
- 12月3日 - 2011年2月25日、部屋コン!!（テレビ東京）
- 12月6日 - 27日、SKE48のアイドル×アイドル（中京テレビ）

### 再開番組
- 1月13日 - 3月30日、TOKYO DRIFT GIRLS（テレビ東京）
- 3月20日 - 9月18日　拝啓!!鉄道人第四シリーズ（テレ朝チャンネル）
- 4月10日 - 6月26日、アイドルの穴2010〜日テレジェニックを探せ!〜（日本テレビ）
- 4月19日 - 逆流!シラベルトラベル（テレビ東京）ザ・逆流リサーチャーズから改題
- 4月25日 - 8月30日、別冊アサ(秘)ジャーナル（TBS）改題
- 7月22日 - 10月7日、ゲームセンターCX第13シーズン（フジテレビTWO）
- 10月28日 - 2011年春、ゲームセンターCX 第14シーズン（フジテレビTWO）
- 7月27日 - 1億3千万人のエピソードバラエティー コレってアリですか?（日本テレビ）レギュラー放送再開
- 8月21日 / 9月30日 - 2011年3月3日、祝女〜shukujo〜 シーズン2（NHK総合）
- 10月1日 - アニメ星人 ときめきレシピ（千葉テレビ放送）※改題
- 10月7日 - 2011年3月17日、ブラタモリ第2シーズン（NHK総合）
- 10月17日 - 2011年2月6日、G★ウォーズ（フジテレビ）
- 12月25日 - 、あいのり2（フジテレビTWO）

## 音楽番組

### 終了番組
2月
- 28日 - 魅惑のスタンダード・ポップス（NHKBS2）

3月
- 12日 - SOUND+1（NHKBS2）
- 22日 - 月光音楽団(TBS)
- 23日
  - うたばん（TBS）
  - メロjpでいこう!（日本海テレビ）
- 26日 - 音楽戦士 MUSIC FIGHTER（日本テレビ）
- 27日
  - EXH〜EXILE HOUSE〜（TBS）
  - WE!TV(STV)
- 28日 - ダンスは一番（テレビ埼玉）
- 29日 - 歌スタ!!（日本テレビ）
- 31日 - MUSICzzz（千葉テレビ放送）

6月
- 24日 - 音風（テレビ東京）

9月
- 14日 - ザ・ミュージックアワー（TBS）
- 25日
  - EXE（TBS）
  - 音楽ば〜か（テレビ東京）
  - ニコバンYME(tvk)

### 開始番組
1月
- 15日 - Good Time, Good Music（BS-TBS）[注 37]
- 18日 - 週刊EXILE（TBS）
- 29日 - Galileo Galilei THE SHORT MOVIE(MUSIC ON! TV)

3月
- 26日 - LIVE H(NHK札幌放送局)
- 29日 - 歌うコンシェルジュ・あなたに番組案内(NHK総合)[71]

4月
- 1日
  - mero.jpミュージックChannel（TOKYO MX）
  - ONGAX（千葉テレビ放送）
- 2日
  - INFO H(NHK札幌放送局)
  - ハッピーMusic(日本テレビ)
  - VOX（北海道放送）
- 11日
  - シカオノヨウガク（フジテレビTWO）
  - 音旅 聴ままにクラシック（BS-TBS）[112]
- 17日 - EXE（TBS）改題
- 20日 - ザ・ミュージックアワー（TBS）改題リニューアル
- 21日 - 爆裂★エレキングダム!!（スペースシャワーTV）
- 25日 - 映画音楽に乾杯!(NHKBS2)[71]
- 27日 - ライブB♪（TBS）

10月
- 5日 - Vの流儀（テレビ東京）
- 6日 - M countdown（BSジャパン）日本初放送
- 13日 - K-POPバラエティMuzit（サンテレビ）

11月
- 1日 - Panasonic 3D Music Studio（BS朝日）
- 3日 - TwellV MUSIC SPECIAL スーパーヒッツ・コレクション （TwellV）

### 期間限定番組
- 1月6日 - 6月29日、GO!FES TV(テレビ東京)
- 4月3日 - 6月19日、スコラ 坂本龍一 音楽の学校（NHK教育）[72]
- 4月3日 - 2011年3月26日、プレミアムシアター(NHK BShi)[71]
- 4月4日 - 2011年3月27日、歌の楽園（テレビ東京）
- 4月10日 - 9月25日、音旅 聴ままにクラシック（BS-TBS）[112]
- 7月2日 - 9月24日、私的音楽事情（TBS）
- 7月3日 - 9月18日、佐野元春のザ・ソングライターズ（NHK教育）再開[72]
- 7月12日 - 11月13日、SONG@北!（北海道放送）[113]
- 8月3日 - 9月29日、GirlsParty2(テレビ東京) 期間限定再開
- 9月30日 - 12月16日、洋楽倶楽部80's（NHK総合）レギュラー放送

## 単発特別番組枠
開始番組
- 4月15日 - スパモク!!（TBS）
- 10月
  - 1日 - 金曜スーパープライム（日本テレビ）[95]
  - 18日 - 月曜プレミア!（テレビ東京）

終了番組
- 9月29日 - 水曜シアター9（テレビ東京）

期間限定番組
- 8月8日 - 9月26日、日曜特番（フジテレビ）※『爆笑レッドカーペット』終了〜『G★ウォーズ』開始までのつなぎ番組

## 受賞
日本民間放送連盟賞（日本民間放送連盟主催）
- テレビドラマ部門 - 『JIN-仁-』（TBS）
- テレビ報道部門 - 『BBTスペシャル「不可解な事実・黒部川ダム排砂問題」』（富山テレビ放送）
- テレビ教養部門 - 『映像'10「きほとみずき〜大人の階段 車いすで駆けのぼる〜」』（毎日放送）
- テレビエンターテイメント部門 - 『CBCスペシャル「えんがわ〜18年目の春〜」』（中部日本放送）

第6回日本放送文化大賞（日本民間放送連盟主催）
- グランプリ - 『戦場に音楽の架け橋を〜指揮者 柳澤寿男 コソボの挑戦〜』（BSジャパン、2009年6月20日）
- 準グランプリ - 『田舎のコンビニ〜一軒の商店から見た過疎の4年間』（テレビ金沢、2010年5月26日）

ABU賞
- 子ども番組部門 - 『連続人形活劇 新・三銃士』第20話「波乱の舞踏会」（NHK教育、1月8日）
- 青少年番組部門 - 『大科学実験「音の速さを見てみよう」』（NHK教育、3月31日）
- スポーツ番組部門 - 『NHKスペシャル「ミラクルボディー（第1回）滑降・時速160km 極限の恐怖に挑む」』（NHK総合、2月7日）

第37回日本賞（NHK主催）
- グランプリ - 『NHKスペシャル「素数の魔力に囚われた人々〜リーマン予想・天才たちの150年の闘い〜」』（NHK総合、2009年11月15日）

東京ドラマアウォード2010
- 連続ドラマ作品賞グランプリ - 『JIN-仁-』（TBS）
- 単発ドラマ作品賞グランプリ - 『わが家の歴史』（フジテレビ）
- アジア賞 - 『JIN-仁-』（TBS）
- 主演男優賞：大沢たかお『JIN-仁-』
- 主演女優賞：松雪泰子『Mother』
- 助演男優賞：香川照之『龍馬伝』
- 助演女優賞：尾野真千子『火の魚』『Mother』
- 脚本賞：坂元裕二『Mother』
- 演出賞：黒崎博『火の魚』
- プロデュース賞：石丸彰彦『JIN-仁-』
- 特別賞
  - NHK『龍馬伝』撮影チーム
  - 芦田愛菜『Mother』
- Best Actor in Asia：イ・ビョンホン

第27回ATP賞テレビグランプリ2010（全日本テレビ番組製作者連盟主催）
- ドラマ部門
  - 最優秀賞：ドラマ10『八日目の蝉』（NHK総合、2010年3月30日 - 5月4日）
- 情報バラエティ部門
  - 最優秀賞：『幕末決死行!-江戸牢獄・限界長屋の実態-』（NHK）
  - 優秀賞：『あべ一座旗揚げ公演〜あべ上がりの夜空に〜』（NHK、2009年8月）、ほか
- ドキュメンタリー部門
  - 最優秀賞：『二本の木』（NHK）

第18回橋田賞
- 橋田賞
  - 『JIN-仁-』（TBS）
  - 『ちい散歩』（テレビ朝日）
  - 『ダーウィンが来た! 〜生きもの新伝説〜』（NHK総合）
  - 大沢たかお（俳優）
  - 香川照之（俳優）
  - 天海祐希（俳優）
  - 石坂浩二（俳優）
- 新人賞：綾瀬はるか（『JIN-仁-』）
- 特別賞：若尾文子（『橋田壽賀子ドラマスペシャル 結婚』）
- 新人脚本賞佳作：『ハルノヤ!』石岡志動

平成21年度NHK放送文化賞
- 五木寛之（作家）
- 今井秀樹（中央大学教授）
- 北島三郎（演歌歌手）
- 澤地久枝（作家）
- 辰巳芳子（料理研究家）
- 鳥飼玖美子（立教大学教授）

第36回放送文化基金賞（放送文化基金主催）
- 番組部門
  - テレビドキュメンタリー部門・本賞：『ハイビジョンふるさと発 嵐の気仙沼〜港町の特別な一日〜』（NHK仙台放送局）
  - テレビドラマ部門・本賞：『阪神・淡路大震災15年特集ドラマ その街のこども』（NHK大阪放送局、2010年1月17日）
  - テレビエンターテイメント部門・本賞：該当作品なし

第50回ACC CMフェスティバル（全日本シーエム放送連盟主催）
- 総務大臣賞・CMグランプリ - 梅の花